# Fiumi dell'Europa

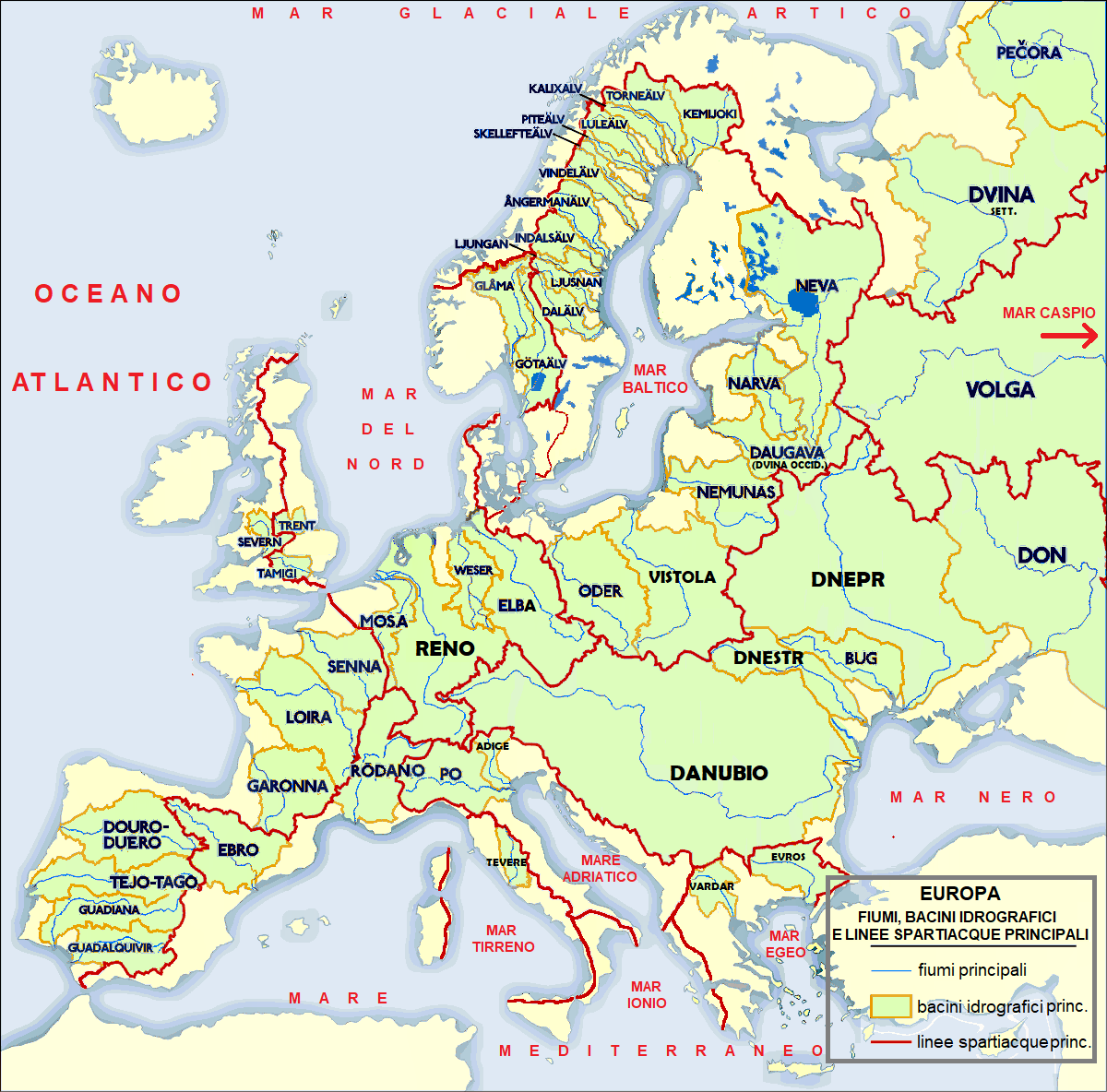
I principali bacini idrografici europei

Di seguito sono elencati i fiumi europei divisi per mare in cui sfociano. Sono considerati europei i fiumi che, almeno in parte, scorrono sul territorio europeo.
Gli affluenti sono elencati partendo dall'estuario in direzione della sorgente. Tra parentesi è posta l'indicazione del luogo in cui confluiscono nel fiume principale. 

## La Manica

### Costa Nord
I fiumi in questa sezione sono ordinati da ovest (Capo Lizard) a est (Ramsgate).

#### Regno Unito

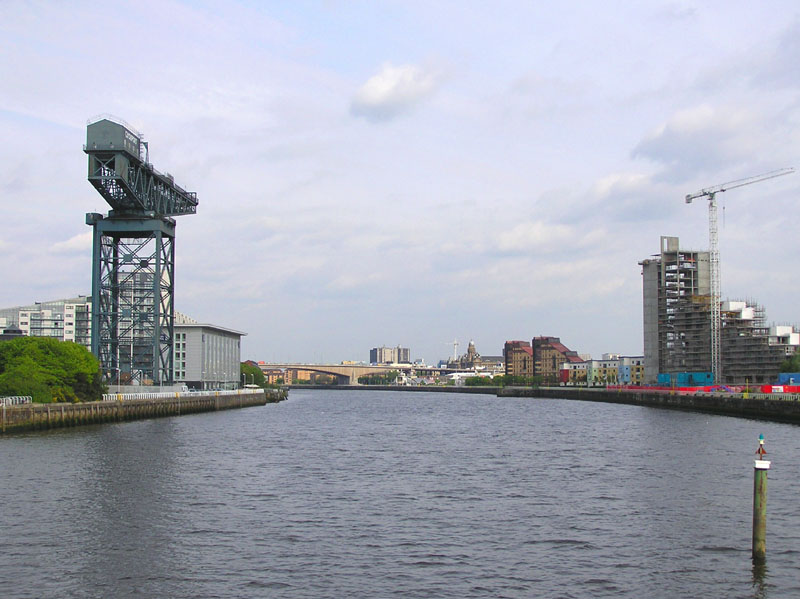
Il Clyde a Glasgow

- Fal (a Falmouth)
- Fowey (a Fowey)
- Tamar (vicino a Plymouth)
  - Tavy (vicino a Plymouth)
- Dart (a Dartmouth)
- Exe (a Exmouth)
- Stour (a Christchurch)
- Avon (a Christchurch)
  - Bourne (a Salisbury)
- Test (vicino a Southampton)
- Adur (a Shoreham-by-Sea)
- Ouse (a Newhaven)
- Stour (vicino a Ramsgate)

### Costa Sud
I fiumi in questa sezione sono ordinati da est (Calais) a ovest (Brest).

#### Francia
- Canche (vicino a Le Touquet)
- Authie (vicino a Berck)
- Somme (vicino ad Abbeville)
- Senna (a Le Havre) La Senna a Parigi
  - Risle (a Berville-sur-Mer)
  - Eure (a Pont-de-l'Arche)
    - Iton (vicino a Louviers)

  - Epte (vicino a Vernon)

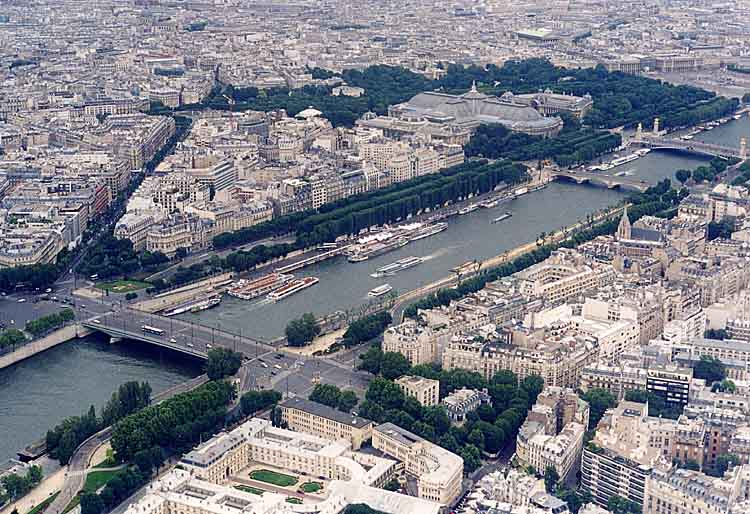
La Senna a Parigi

  - Oise (a Conflans-Sainte-Honorine, ovest di Parigi)
    - Aisne (a Compiègne)
      - Vesle (a Condé-sur-Aisne)
      - Aire (vicino a Grandpré)

  - Marna (a Ivry-sur-Seine, sud-est di Parigi)
    - Grand Morin (vicino a Meaux)
    - Saulx (a Vitry-le-François)
      - Ornain (a Pargny-sur-Saulx)

  - Loing (vicino a Moret-sur-Loing)
  - Yonne (a Montereau-Fault-Yonne)
    - Armançon (a Migennes)
    - Cure (vicino a Vermenton)
    - Serein (a Bassou)

  - Aube (vicino a Romilly-sur-Seine)
- Touques (a Deauville)
- Dives (a Cabourg)
- Orne (a Ouistreham)
  - Odon (a Caen)
- Vire (a Isigny-sur-Mer)
- Rance (a Saint-Malo)

## Mare di Barents e Mar Bianco (Mar Glaciale Artico)

### Russia

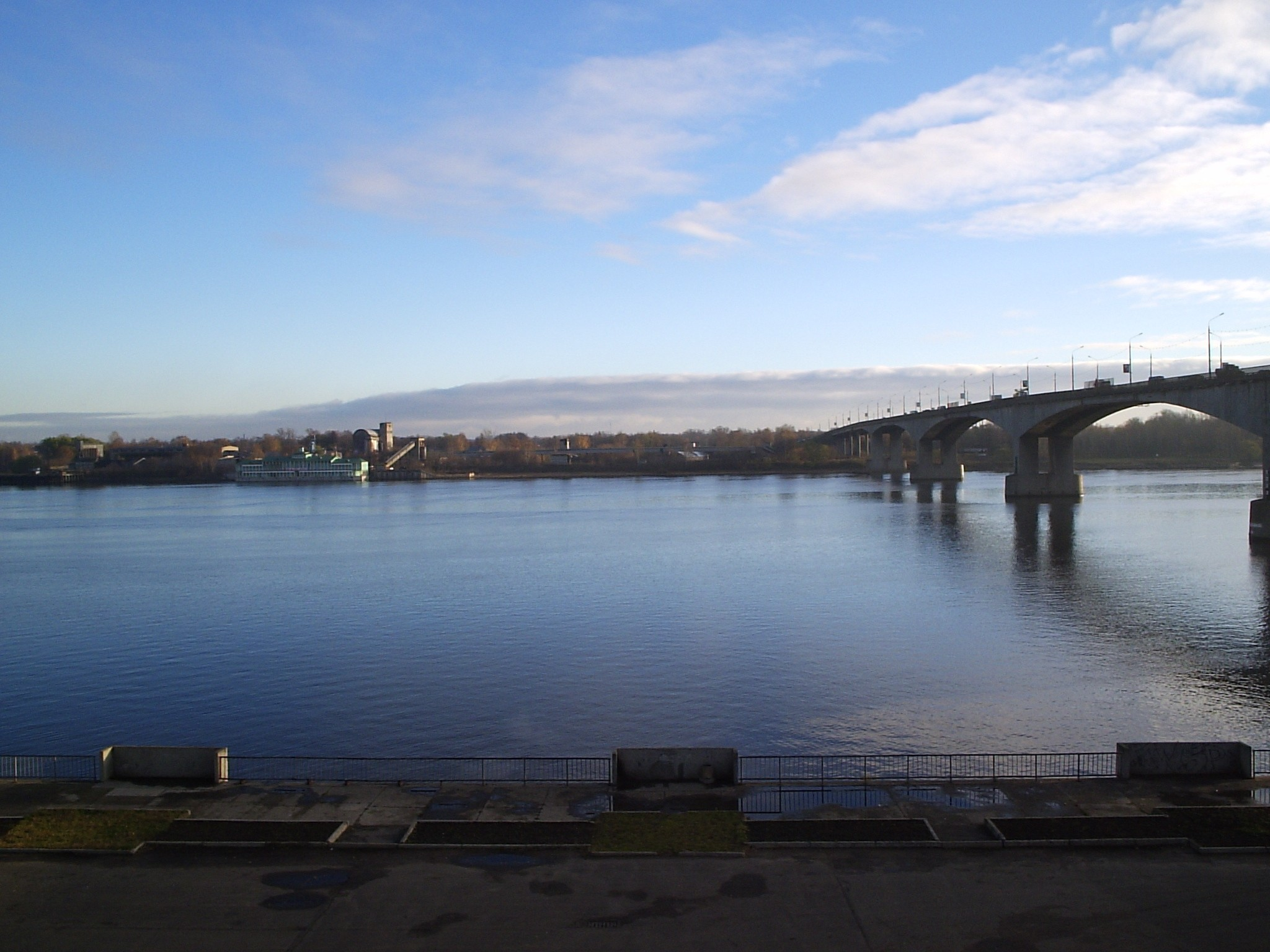
Volga nei pressi di Jaroslavl' (mattinata d'autunno)

- Pečora (nord est di Nar'jan Mar) non lo so
  - Usa (ovest di Usinsk)
    - Kolva (vicino a Usinsk)
- Dvina Settentrionale (presso Severodvinsk)
  - Pinega (a Ust-Pinega)
  - Ëmca (a Bol'šaja Gora)
  - Vaga (vicino a Bereznik)
  - Uftjuga (vicino a Krasnoborsk)
  - Vyčegda (a Kotlas)
    - Višera

  - Jug (a Velikij Ustjug)
  - Suchona (a Velikij Ustjug)
- Mezen' (vicino a Mezen')
- Onega (presso Onega)

### Norvegia
- Pasvikelva (tra Finnmark e Russia)
- Näätämö (tra Bøkfjorden e Kirkenes)
- Teno (tra Tanafjord e Finnmark)
  - Karasjohka (nel fiume Teno, nei pressi di Karasjok)
  - Anarjohka (nel fiume Teno, nei pressi di Karasjok)
- Lakselva (in Lakselv e Porsanger)

## Oceano Atlantico

### Islanda

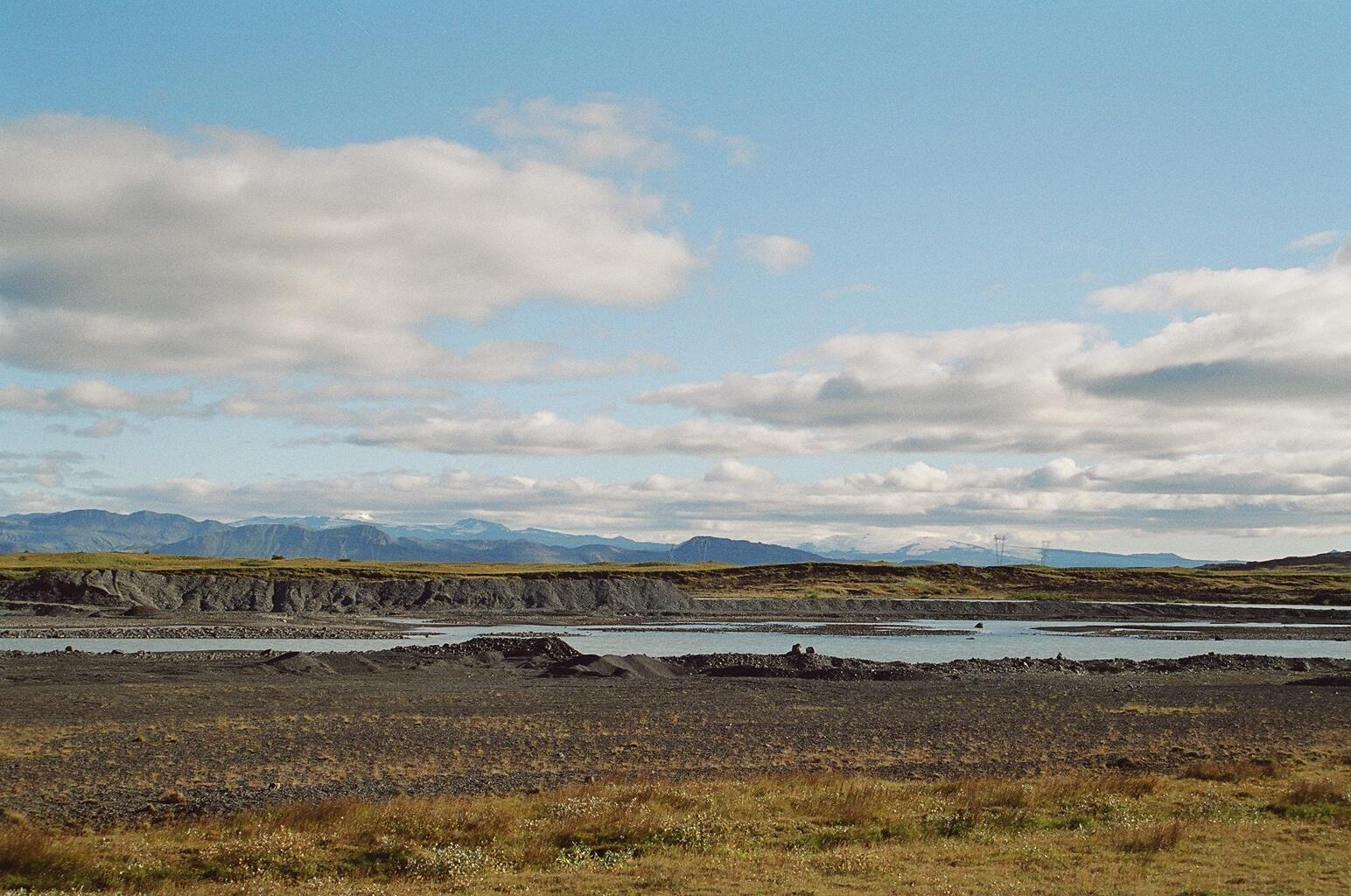
Il fiume Þjórsá

- Jökulsá á Fjöllum (a nord)

- Þjórsá (costa del sud)

### Costa Norvegese

#### Norvegia
- Lakselva (in Lakselv in Porsanger, Finnmark)
- Alta/Altaelva (in Alta nell'Altafjord, Finnmark occidentale)
- Reisaelva (in Nordreisa, Finnmark)
- Målselva (nel Malangen in Målselv, Troms)
- Ranelva (in Rana, Nordland)
- Vefsna (in Mosjøen, Nordland)
- Namsen (in Namsos nel Namsenfjord nel Trøndelag)
- Orkla (nel Trondheimsfjord ad Orkdal, Trøndelag)
- Gaula (a Trondheim, Trøndelag)
- Nidelva (nel Trondheimsfjord a Trondheim, Trøndelag)
- Rauma (a Åndalsnes, Møre og Romsdal)
- Lærdalselvi (nel Sognefjord a Lærdal, Vestland)

### Regno Unito

#### Regno Unito (Nord Irlanda)
- Bann (a Coleraine)

#### Irlanda (incluso Mare Celtico)
- Shannon (vicino a Limerick)
  - Suck (vicino a Ballinasloe)
  - Brosna
- Barrow (vicino a Waterford)
  - Suir (vicino a Waterford)
  - Nore (a New Ross)

#### Regno Unito (Canale di Bristol)
- Severn (vicino a Bristol)
  - Wye (vicino a Chepstow)
    - Trothy (vicino a Monmouth)
    - Monnow (a Monmouth)

  - Avon (a Tewkesbury)

### Coste Francese, Spagnola e Portoghese
I fiumi in questa sezione sono ordinati da nord (Brest) a sud (Tarifa).

#### Francia
- Aulne (vicino a Brest)
- Odet (vicino a Quimper)
- Blavet (a Lorient)
- Vilaine (a Pénestin)
  - Oust (a Redon)

- Loira (a Saint-Nazaire)
  - Sèvre Nantaise (a Nantes)
  - Erdre (a Nantes)
  - Maine (ad Angers)
    - Mayenne (vicino ad Angers)
    - Sarthe (vicino ad Angers)
      - Loir (a nord di Angers)
        - Braye (a Couture-sur-Loir)

      - Huisne (a Le Mans)

  - Vienne (a Candes-Saint-Martin)

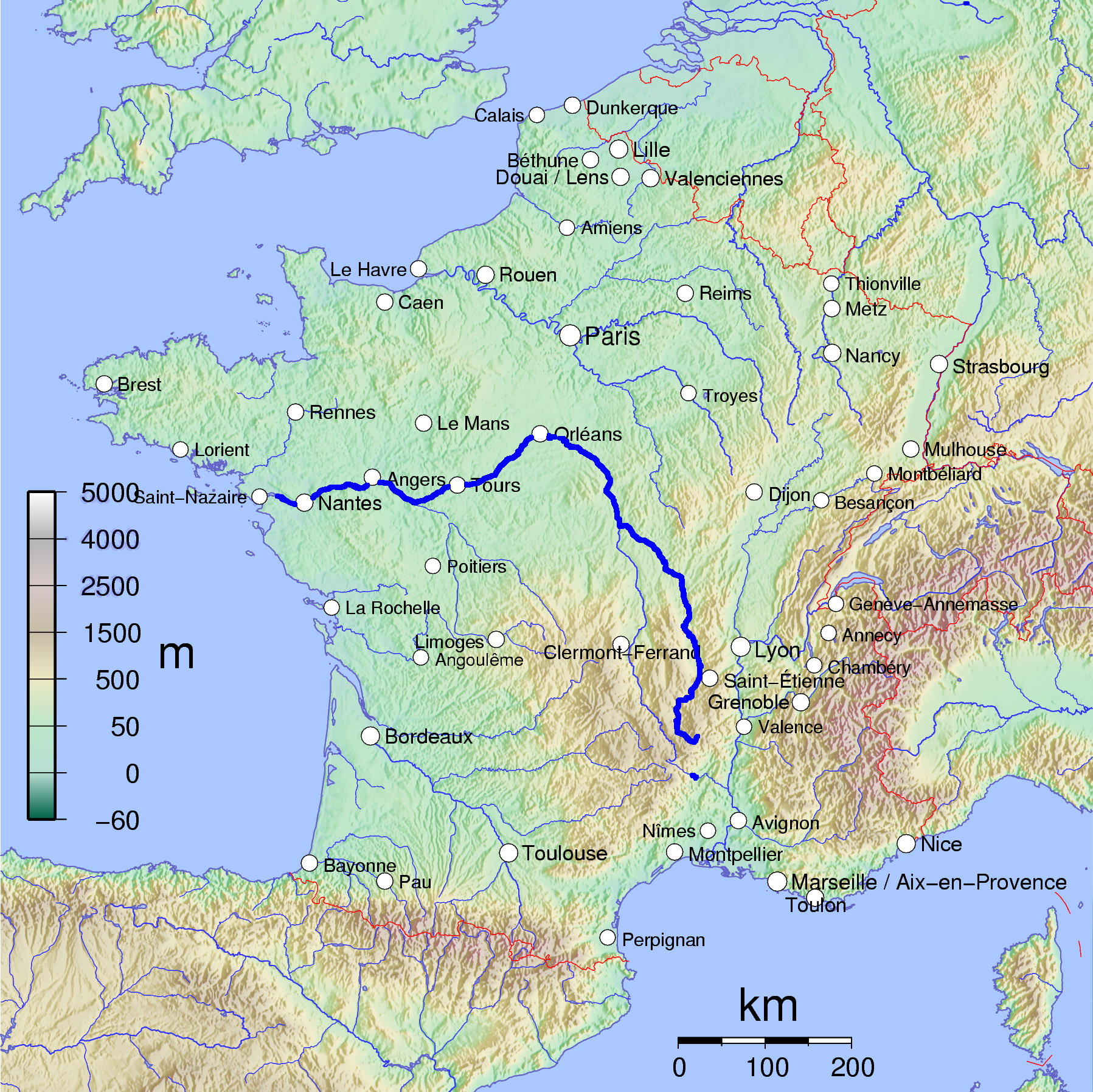
Il corso della Loira

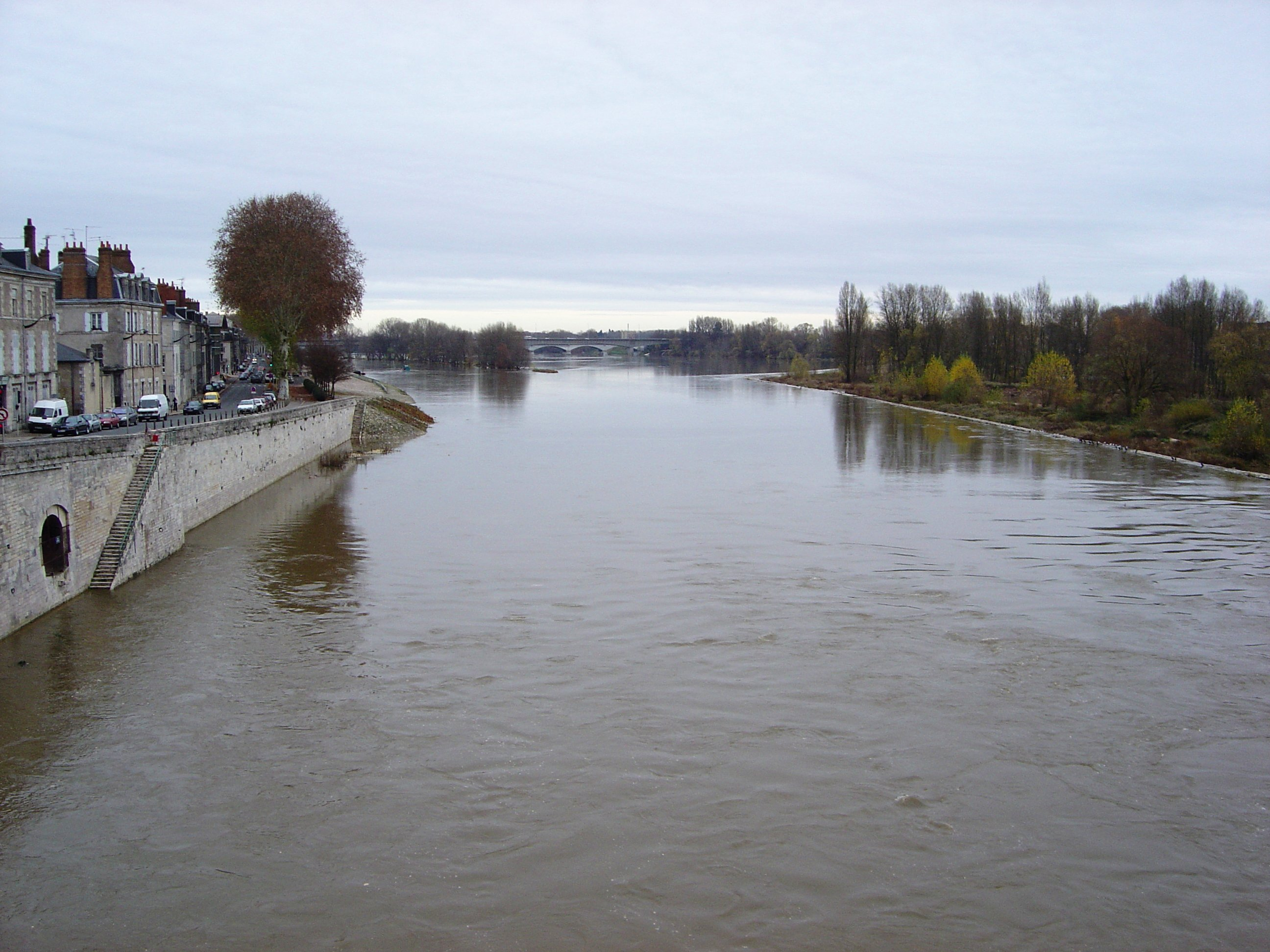
Il fiume Loira a Orléans

    - Creuse (a nord di Châtellerault)
      - Gartempe (a La Roche-Posay)

    - Clain (a Châtellerault)

  - Indre (ad est di Candes-Saint-Martin)
  - Cher (a Villandry)
    - Sauldre (a Selles-sur-Cher)
    - Arnon (vicino a Vierzon)

  - Beuvron (a Chaumont-sur-Loire)
  - Loiret (ad Orléans)
  - Allier (vicino a Nevers)
    - Sioule (vicino a Saint-Pourçain-sur-Sioule)
    - Dore (vicino a Puy-Guillaume)

  - Besbre (vicino a Dompierre-sur-Besbre)
  - Arroux (a Digoin)
- Sèvre Niortaise (a nord di La Rochelle)
  - Vandea (a Marans)
- Charente (vicino a Rochefort)

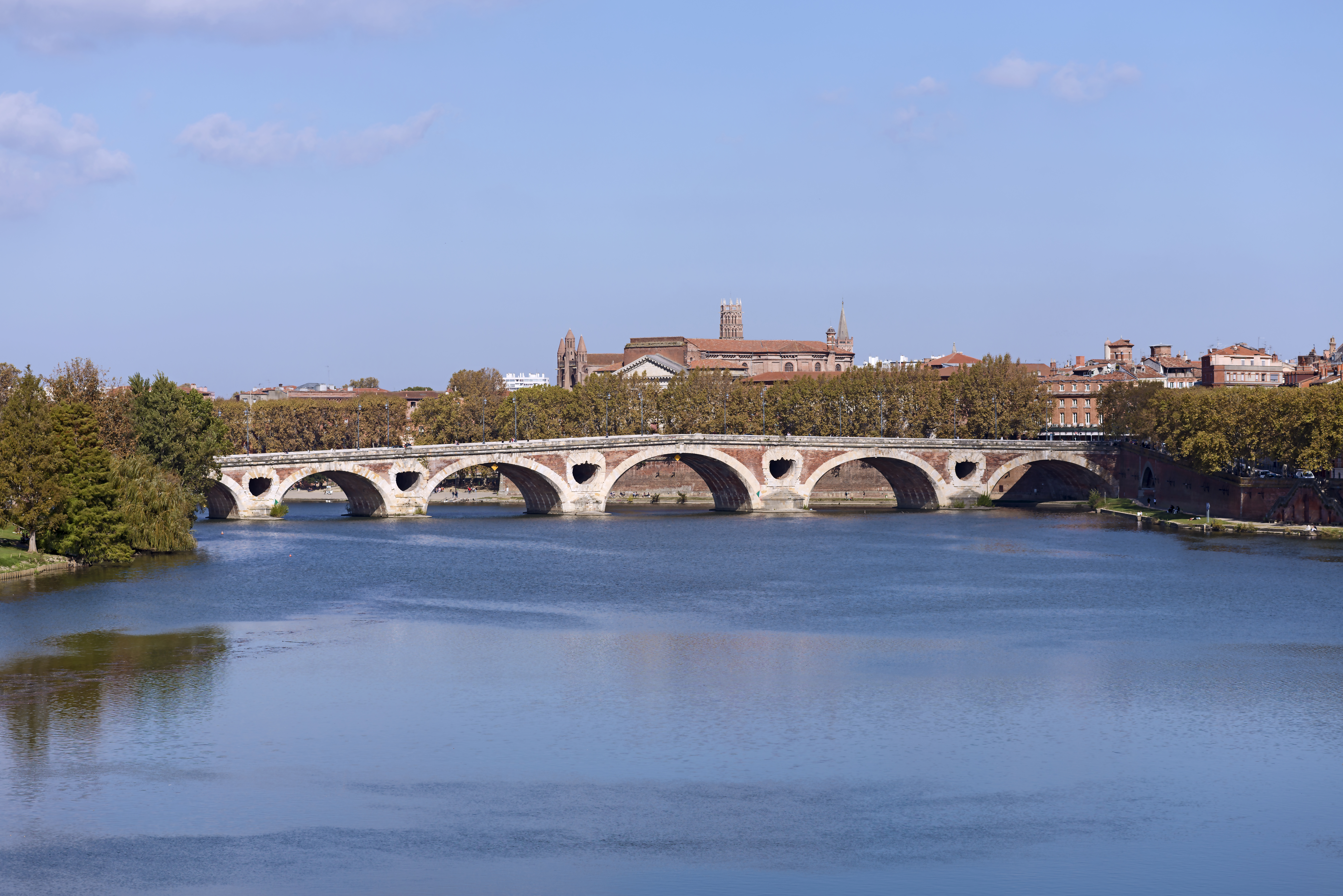
La Garonna a Tolosa

- Garonna (nella Gironda, vicino a Bordeaux)
  - Lot (vicino ad Aiguillon)
    - Truyère (a Entraygues-sur-Truyère)

  - Baïse (vicino ad Aiguillon)
  - Gers (vicino ad Agen)
  - Tarn (vicino a Castelsarrasin)
    - Aveyron (vicino a Montauban)
      - Viaur (a Laguépie)

    - Agout (a Saint-Sulpice-la-Pointe)

  - Gimone (vicino a Castelsarrasin)
  - Save (a Grenade)
  - Ariège (a Tolosa)
    - Hers-Vif (a Cintegabelle)

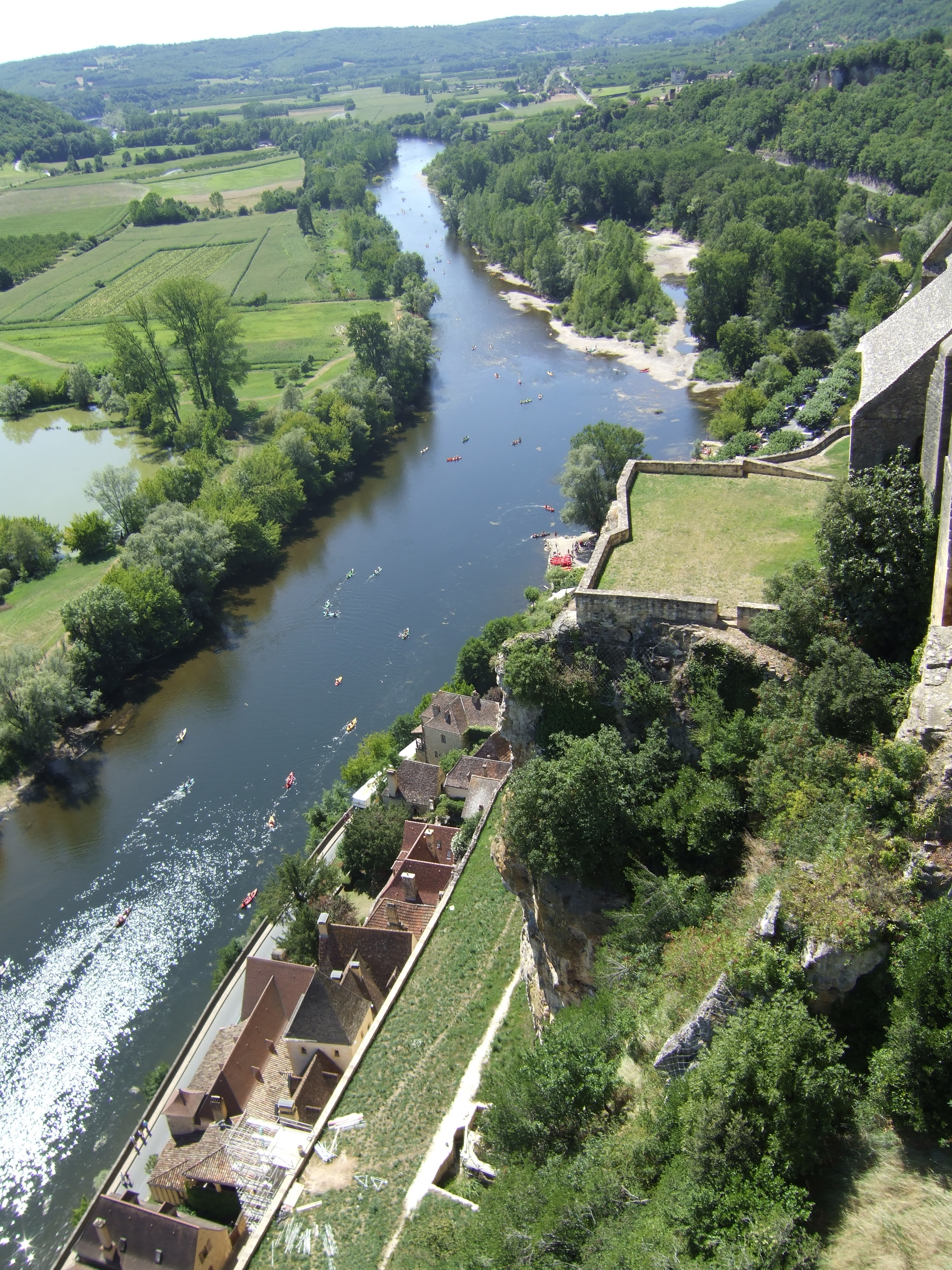
La Dordogna a Beynac

- Dordogna (nella Gironda, vicino a Bordeaux)
  - Isle (a Libourne)
    - Dronne (a Coutras)

  - Vézère (vicino a Le Bugue)
    - Corrèze (a Brive-la-Gaillarde)

  - Cère (vicino a Bretenoux)
- Adour (a Bayonne)
  - Gave de Pau (vicino a Peyrehorade)
  - Gave d'Oloron (a Peyrehorade)

#### Spagna
- Bidasoa (tra Hendaye e Hondarribia), è il confine tra Francia e Spagna

- Nervión (vicino a Bilbao)
- Pas (vicino Santander)
- Sella (a Ribadesella)
- Nalón (a Muros de Nalón)
- Miño/Minho (fra A Guarda e Caminha); è il confine fra Spagna e Portogallo
  - Sil (vicino ad Ourense)
- Tinto (a Huelva)
- Guadalquivir (a Sanlúcar de Barrameda)
  - Genil (a Palma del Río)

#### Portogallo
- Lima (a Viana do Castelo)
- Cávado (a Esposende)
- Douro (a Oporto)
  - Támega (vicino a Penafiel)
  - Paiva (vicino a Castelo de Paiva)
  - Sabor (vicino a Torre de Moncorvo)
  - Côa (vicino a Vila Nova de Foz Côa)
  - Águeda (vicino a Figueira de Castelo Rodrigo)
  - Pisuerga (vicino a Valladolid)
- Vouga (vicino ad Aveiro)
- Mondego (a Figueira da Foz)

- Tago (vicino a Lisbona)
  - Zêzere (a Constância)
  - Alagón (vicino ad Alcántara)
  - Jarama (a Aranjuez)
    - Manzanarre (vicino a Madrid)
    - Tajuña (vicino a Madrid)
- Sado (a Setúbal)
- Mira (vicino a Odemira

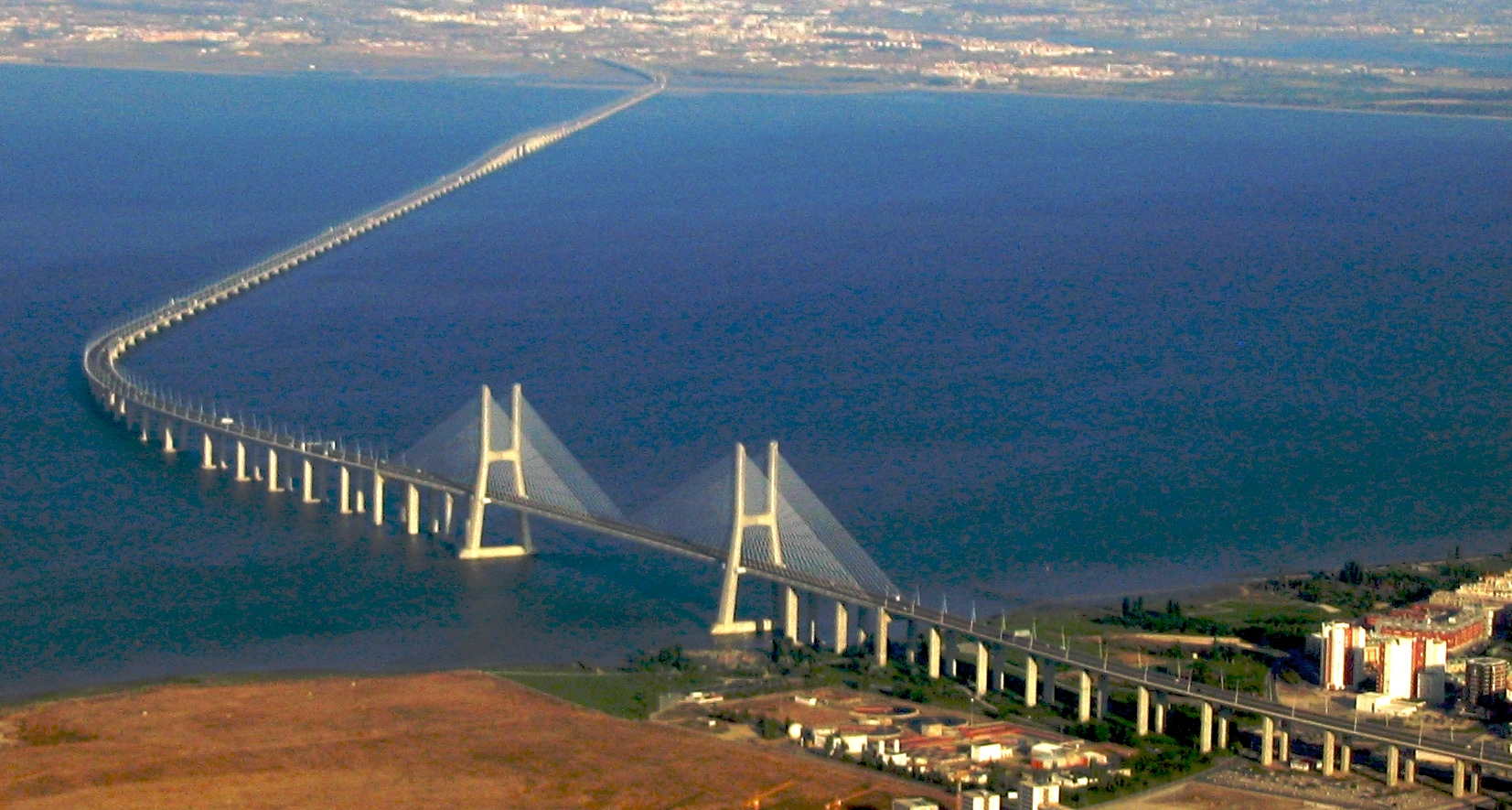
Ponte sull'estuario del Tago a Lisbona

- Guadiana (fra Vila Real de Santo António e Ayamonte); è il confine fra Portogallo e Spagna
  - Chanza (vicino a Mértola)
  - Ardila (vicino a Moura)
  - Záncara (vicino ad Alcázar de San Juan)

## Mar Baltico
I fiumi in questa sezione sono ordinati in senso orario, partendo da Helsingborg (sud della Svezia).

### Svezia
- Motala ström (a Norrköping)
- Dalälven (vicino a Gävle)
  - Västerdalälven (a Djurås)
  - Österdalälven (a Djurås)
- Ljungan (vicino a Sundsvall)
- Ume (a Umeå)
- Lule (a Luleå)

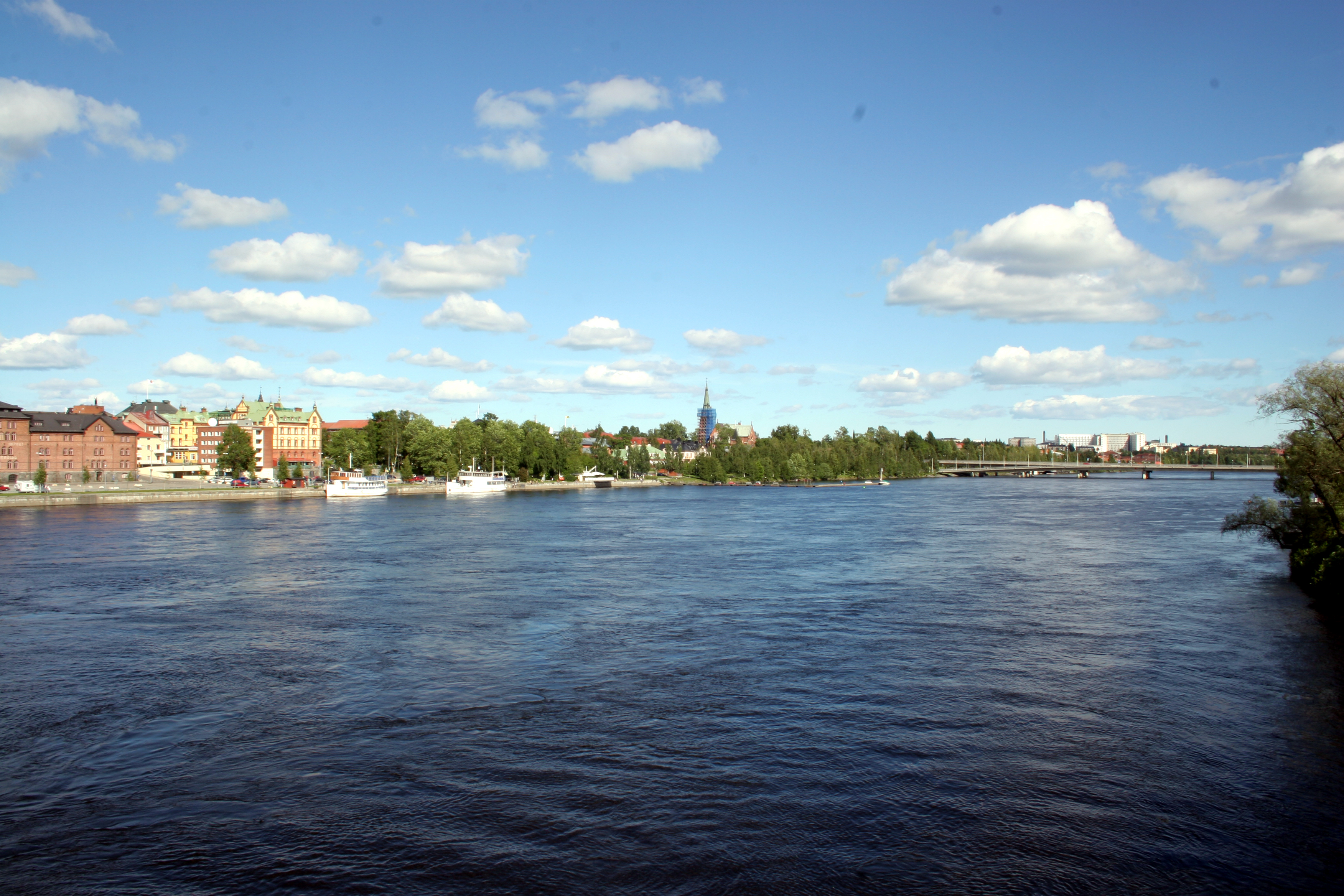
L'Ume a Umeå

- Torne/Torne älv/Tornionjoki (a Tornio)
  - Tengeliönjoki (a Aavasaksa)
  - Muonionjoki (vicino a Pajala)
    - Könkämäeno (vicino a Karesuvanto)
    - Lätäseno (vicino a Kaaresuvanto)

  - Lainoälven (vicino a Junosuando)

### Finlandia
- Kemijoki (a Kemi)
  - Ounasjoki (a Rovaniemi)
    - Käkkälöjoki (vicino a Hetta)

  - Kitinen (vicino a Pelkosenniemi)
    - Luiro (vicino a Pelkosenniemi)
- Iijoki (a Ii)
- Oulujoki (a Oulu)
- Kalajoki (a Kalajoki)
- Kyrönjoki (vicino a Vaasa)
- Kokemäenjoki (a Pori)
- Aurajoki (a Turku)
- Kymijoki (a Kotka e vicino a Ruotsinpyhtää)

### Russia
- Neva (a San Pietroburgo)
  - Ižora (a Ust'-Ižora)
  - Lago Ladoga (a Šlissel'burg)
    - Volchov (vicino a Volchov)
      - Tigoda (vicino a Kiriši)
      - Lago Il'men' (a Velikij Novgorod)

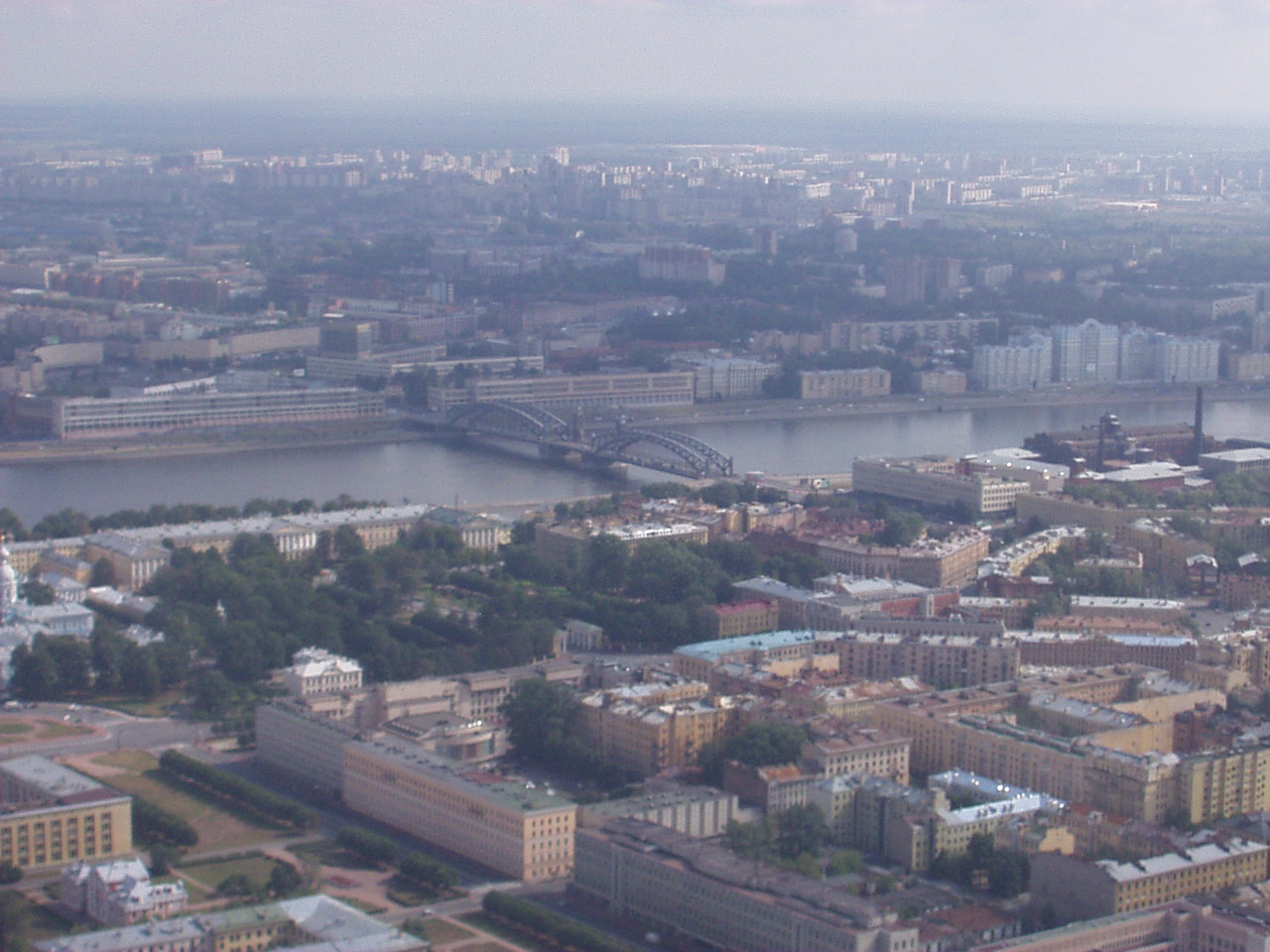
La Neva a San Pietroburgo con il ponte intitolato a Pietro il Grande

        - Msta (vicino a Velikij Novgorod)
        - Pola (vicino a Staraja Russa)
        - Lovat' (vicino a Staraja Russa)
        - Šelon' (vicino a Šimsk)

    - Vuoksi (a Taipale e Priozersk)
    - Svir' (vicino a Lodejnoe Pole)
- Luga (a Ust'-Luga)

### Estonia
- Narva (vicino a Narva)
- Pärnu (a Pärnu)

### Lettonia
- Gauja (vicino a Riga)

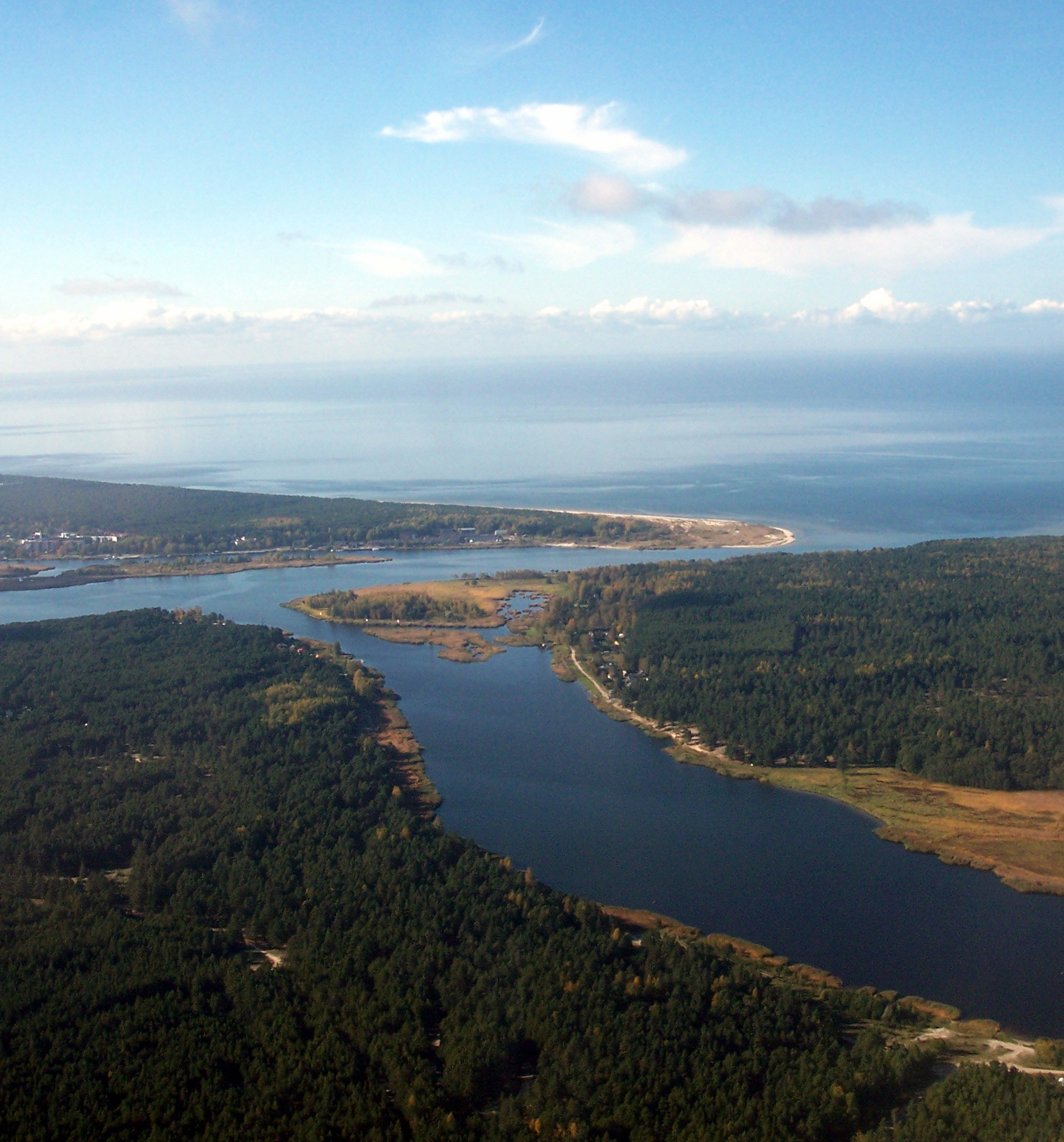
Lielupe, imboccatura nel Mar Baltico

- Daugava/Zapadnaya Dvina/Western Dvina (vicino a Riga)
  - Polota (a Polack)
- Lielupe (vicino a Jūrmala
- Venta (a Ventspils)

### Lituania
- Nemunas/Nioman/Memel (vicino a Šilutė)
  - Šešupė (vicino a Neman)
  - Neris (a Kaunas)
    - Šventoji (a Jonava)

  - Ščara (vicino a Mosty Vtoryye)
  - Niamiha (vicino a Minsk?)

### Russia (Oblast' di Kaliningrad)
- Pregel (vicino a Kaliningrad)
  - Lava/Łyna (a Znamensk)
  - Instruč (a Černjachovsk)
  - Angrapa (a Černjachovsk)
    - Pissa (vicino a Černjachovsk)
    - Krasnaja (a Gusev)

### Polonia
- Pasłęka (vicino a Braniewo)
- Nogat (vicino a Elbląg)

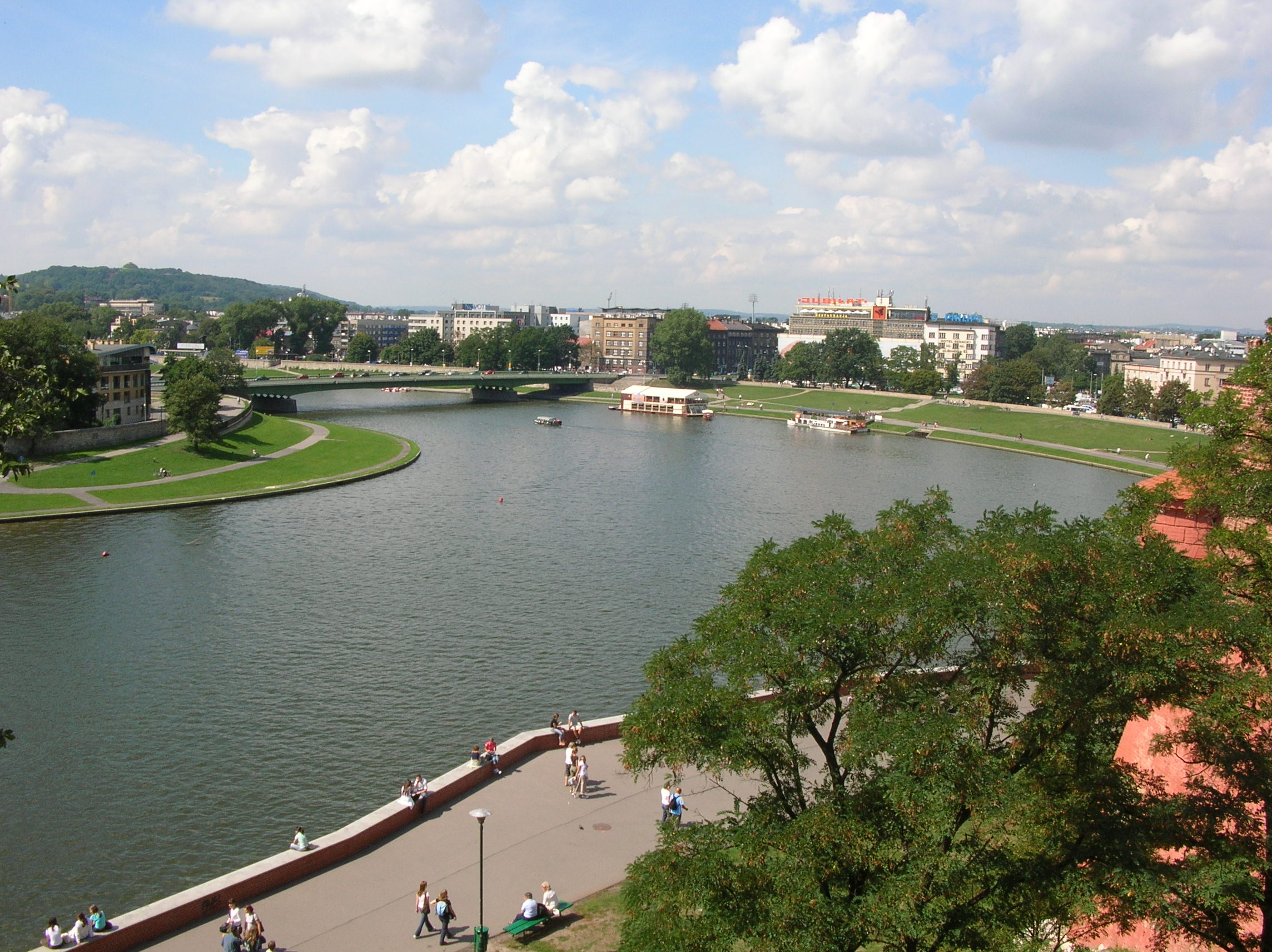
La Vistola a Cracovia

  - ramo del fiume Vistola (vicino a Malbork)
- Vistola/Wisła (vicino a Danzica)
  - Wda (a Chełmno)
  - Brda (vicino a Bydgoszcz)
  - Drwęca (vicino a Toruń)
  - Bzura (a Wyszogród)
  - Narew (a Nowy Dwór Mazowiecki)
    - Wkra (vicino a Nowy Dwór Mazowiecki)
    - Bug Occidentale/Buh (vicino a Serock)
      - Mukhavets/Muchawiec (a Brest)

    - Biebrza (vicino a Wizna)

  - Pilica (vicino Warka)
  - Kurówka (vicino a Puławy)
  - Wieprz (a Dęblin)
  - San (vicino a Sandomierz)
    - Wisłok (a Tryńcza)

  - Wisłoka (a Gawłuszowice)
  - Nida (a Nowy Korczyn)
  - Dunajec (a Opatowiec)
    - Poprad (vicino a Nowy Sącz)
- fiume Łeba (vicino a Łeba)
- Słupia (a Ustka)
- Wieprza (a Darłowo)
- Parsęta (a Kołobrzeg)
- Rega (vicino a Trzebiatów)
- Dziwna (a Dziwnów)

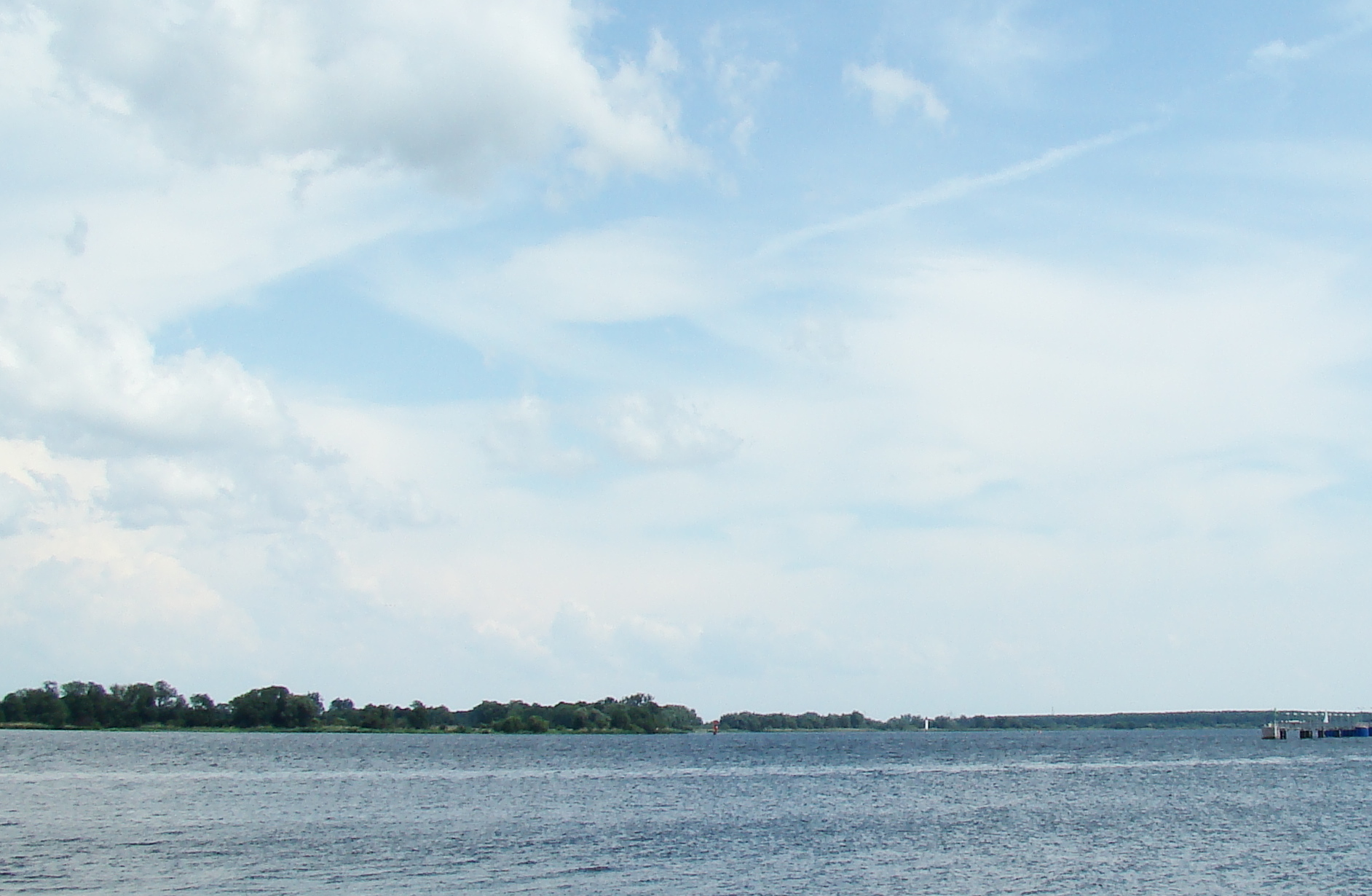
L'Oder a Police

- - ramo del fiume Oder (dalla Laguna di Stettino)
- Oder/Odra (ramo principale Świna, a Świnoujście)
  - Ina/Ihna (vicino a Stettino)
  - Warta (a Kostrzyn nad Odrą)
    - Noteć (a Santok)
      - Drawa (a Krzyż Wielkopolski)

    - Obra (a Skwierzyna)
    - Prosna (vicino a Pyzdry)

  - Neiße (a Kosarzyn)
  - Bóbr (a Krosno Odrzańskie)
  - Barycz (vicino a Głogów)
  - Nysa Kłodzka (vicino a Brzeg)
  - Mała Panew (vicino a Opole)
  - Opava (a Ostrava)

### Germania
- Peene (a Peenemünde)
  - Tollense (a Demmin)

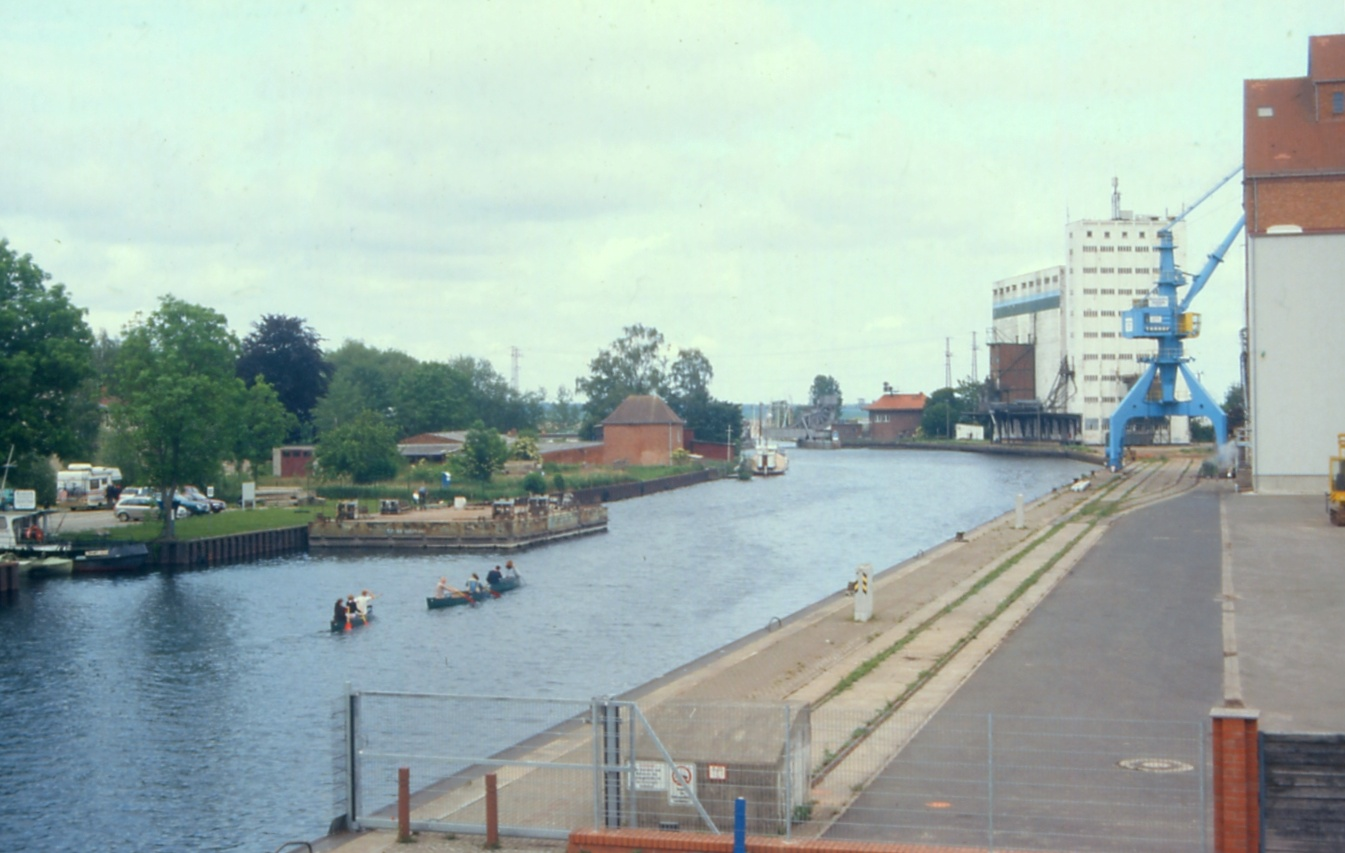
Il Peene ad Anklam

  - ramo del fiume Oder (da Laguna di Stettino)
- Recknitz (a Ribnitz-Damgarten)
- Warnow (a Warnemünde)
- Trave (a Lübeck-Travemünde)

## Mar Nero
I fiumi in questa sezione sono ordinati da ovest (Istanbul) a est (Soči).

### Romania
- Danubio (a Sulina)
  - Prut (vicino a Reni)
    - Bahlui (vicino a Iași)

  - Siret (a Galați)
    - Buzău (vicino a Galați)
    - Bârlad (a Liești)
    - Trotuș (vicino ad Adjud)
    - Bistrița (vicino a Bacău)
    - Moldavia (vicino a Roman)
    - Suceava (a Liteni)

  - Ialomița (vicino a Hârșova)
    - Prahova (vicino ad Adâncata)

  - Argeș (a Oltenița)
    - Dâmbovița (a Budești)

  - Vedea (vicino a Giurgiu)
  - Jantra (vicino a Svištov)
  - Osăm (vicino a Nicopoli)
  - Olt (vicino a Turnu Măgurele)
    - Cibin (a Tălmaciu)
      - Hârtibaciu (vicino a Sibiu)

  - Vit (vicino a Guljanci)
  - Iskăr (vicino a Corabia)
  - Jiu (vicino a Orjahovo)
    - Motru (vicino a Filiași)

  - Nera (vicino a Bela Crkva)
  - Caraș (vicino a Bela Crkva)

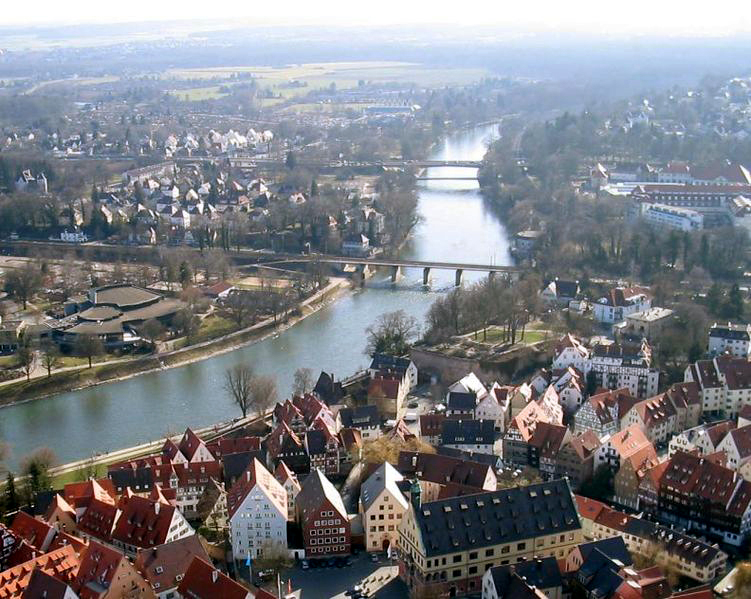
Il Danubio nei pressi di Ulma (Germania)

  - Velika Morava (vicino a Smederevo)
    - Južna Morava (vicino a Kruševac)
    - Morava occidentale (vicino a Kruševac)
      - Ibar (a Kraljevo)

  - Timiș/Temes/Tamiš (a Pančevo)
  - Sava (a Belgrado)
    - Bosut (vicino a Ravnje)
    - Drina (vicino a Bijeljina)
      - Lim
      - Tara
      - Piva

    - Bosna (a Šamac)
    - Vrbas (a Srbac)
    - Una (a Jasenovac)
      - Sana (a Novi Grad)
      - Unac (a Martin Brod)

    - Lonja-Trebež-Veliki Strug (vicino a Lipovljani, Trebež, Veliki Strug)
      - Ilova (vicino a Lipovljani)
        - Toplica (a Garešnica)

      - Pakra (vicino a Lipovljani)
      - Česma (vicino a Novoselec)
        - Glogovnica (a Čazma)

    - Kupa (a Sisak)
      - Odra (vicino a Sisak)
      - Glina (vicino a Glina)
      - Korana (a Karlovac)
        - Mrežnica (a Karlovac)

      - Dobra (vicino a Karlovac)

    - Sutla (a Brdovec comune vicino a Zaprešić)
    - Krka
    - Savinja

  - Tibisco (vicino a Titel)
    - Mureș/Maros (a Seghedino)
      - Târnava/Küküllő (vicino a Teiuș)
        - Tarnava Grande/Nagy-Küküllő (a Blaj)
        - Târnava Piccolo/Kis-Küküllő (a Blaj)

      - Arieș/Aranyos (vicino a Luduș)

    - Körös/Criș (vicino a Csongrád)
      - Crișul Repede/Sebes-Körös (vicino a Gyomaendrőd)
        - Barcău/Berettyó (a Szeghalom)

      - Crișul Alb/Fehér-Körös (vicino a Gyula)
      - Crișul Negru/Fekete-Körös (vicino a Gyula)

    - Zagyva (a Szolnok)
    - Sajó/Slaná (a Tiszaújváros)
      - Hornád/Hernád (vicino a Miskolc)

    - Bodrog (a Tokaj)
      - Ondava (vicino a Cejkov)
      - Latorica (vicino a Cejkov)
        - Laborec/Laborets (vicino a Oborin)
          - Už/Uh (vicino a Pavlovce nad Uhom)
          - Cirocha (a Humenné)

        - Stara
        - Vicha
        - Kerepets

    - Crasna/Kraszna (a Vásárosnamény)
    - Someș/Szamos (vicino a Vásárosnamény)
      - Someșul Mic (a Dej)
      - Someșul Mare (a Dej)
        - Șieu (a Beclean)
          - Bistrița (vicino a Bistrița)

  - Drava (vicino a Kopački Rit e Aljmaš)
    - Vučica (vicino a Petrijevci)
    - Karašica (vicino a Belišće)
    - Komarnica (vicino a Novo Virje)
      - Koprivnica - canale Bistra (vicino a Hlebine)
      - Čivićevac - Rogstrug - canale Matočina (vicino a Molve)

    - Mura (vicino a Legrad)
      - Mürz (a Bruck an der Mur)

    - Bednja (vicino a Mali Bukovec)
    - Plitvica (vicino a Veliki Bukovec)
    - Gurk (vicino a Völkermarkt)
    - Gail (a Villaco)

  - Sió (vicino a Szekszárd)
    - Balaton (a Siófok)
      - Zala (vicino a Keszthely)

  - Ipeľ (a Szob)
  - Hron (vicino a Esztergom)
  - Váh (a Komárno)
    - Nitra (vicino a Komárno)
    - Piccolo Danubio (a Kolárovo)
      - ramo del Danubio (a Bratislava)

    - Orava (a Kraľovany)

  - Répce-Rábca (a Győr)
  - Rába/Raab (a Győr)
  - Leita (a Mosonmagyaróvár)
  - Morava/March (a Bratislava-Devín)
    - Thaya/Dyje (vicino a Hohenau)
    - Bečva (vicino a Přerov)

  - Wien (a Vienna)
  - Kamp (a Grafenwörth)
  - Ybbs (a Ybbs an der Donau)
  - Enns (a Enns)
  - Traun (a Linz)
  - Inn (a Passavia)
    - Rott (a Schärding)
    - Salzach (a Haiming)
      - Saalach (a Freilassing)

    - Ziller (a Münster)

  - Vils (a Vilshofen an der Donau)
  - Isar (vicino a Deggendorf)
    - Ammer/Amper (vicino a Moosburg)
    - Loisach

  - Große Laaber (vicino a Straubing)
  - Regen (a Ratisbona)
  - Naab (vicino a Ratisbona)
    - Vils (a Kallmünz)

  - Altmühl (a Kelheim)
  - Abens (vicino a Neustadt an der Donau)
  - Paar (vicino a Vohburg an der Donau)
  - Lech (vicino a Donauwörth)
    - Wertach (a Augusta)

  - Wörnitz (a Donauwörth)
  - Iller (a Ulma)

### Ucraina
- Nistro/Dnestr/Nistru (vicino a Bilhorod-Dnistrovs'kyj)
  - Zbruch (vicino a Chotyn)
  - Seret (vicino a Zališčyky)
- Bug Orientale (vicino a Mykolaïv)
  - Inhul (a Mykolaïv)
- Dnepr (vicino a Cherson)
  - Inhulec' (vicino a Cherson)
  - Bazavluk (vicino a Pokrov)
  - Bilozerka (vicino a Nikopol')
  - Konka (vicino a Zaporižžja)
  - Samara (vicino a Dnipro)
  - Vorskla (vicino a Verchn'odniprovs'k)
  - Pslo (a Kremenčuk)
  - Sula (vicino a Kremenčuk)
  - Supiy (vicino a Čerkasy)
  - Tiasmyn (vicino a Čyhyryn)
  - Ros (vicino a Kaniv)
  - Trubizh (a Perejaslav)
  - Stuhna (vicino a Kiev)
  - Desna (a Kiev)
    - Seim (a Sosnytsia)
    - Sudost (a sud di Novhorod-Siversky)

  - Irpin (vicino a Kiev)
  - Teteriv (vicino a Černobyl')
  - Pryp"jat' (vicino a Černobyl')
  - Sož (a Loev/Loeu, Bielorussia)
  - Beresina (vicino a Rechytsa, Bielorussia)
    - Śvisłač (vicino ad Asipovichy, Bielorussia)

  - Druć (a Rahachou/Rogachev, Bielorussia)

### Russia
- Mius (sfocia nel Mar d'Azov vicino a Taganrog)
- Don (sfocia nel Mar d'Azov vicino ad Azov)
  - Manyč (ad est di Rostov sul Don)
  - Sal (a Semikarakorsk)
  - Severskij Donec (vicino a Semikarakorsk)
  - Voronež (vicino a Voronež)
- Kuban' (sfocia nel Mar d'Azov vicino a Temrjuk)
  - Laba (a Ust'-Labinsk)

## Mar Caspio
I fiumi in questa sezione sono ordinati da ovest a nord est.

### Russia
- Terek (vicino a Kizljar)

Gorbatov
- Volga (vicino ad Astrachan')
  - Samara (a Samara)
  - Kama (a sud di Kazan')
    - Vjatka (vicino a Nižnekamsk)
    - Belaja (vicino a Neftekamsk)
      - Ufa (ad Ufa)

    - Čusovaja (vicino a Perm')
      - Sylva (vicino a Perm')

    - Višera (vicino a Solikamsk)
      - Kolva (vicino a Čerdyn')

  - Kazanka (a Kazan')
  - Svijaga (ad ovest di Kazan')
  - Vetluga (vicino a Koz'modem'jansk)
  - Sura (a Vasilsursk)
  - Kerženec (vicino a Lyskovo)
  - Oka (a Nižnij Novgorod)
    - Kljaz'ma (a Gorbatov)
    - Mokša (vicino a Yelatma)
      - Cna (vicino a Sasovo)

    - Pra (vicino a Kasimov)
    - Moscova (a Kolomna)
      - Pakhra (vicino a Mosca)
      - Istra (vicino a Mosca)

    - Upa (vicino a Suvorov)

  - Unža (vicino a Jur'evec)
  - Kostroma (a Kostroma)
  - Kotorosl' (a Jaroslavl')
  - Šeksna (vicino a Rybinsk)
  - Mologa (vicino a Rybinsk)

### Kazakistan
- Ural (ad Atyrau)

## Mare d'Irlanda
I fiumi in questa sezione sono ordinati in senso orario, partendo da (Mull of Kintyre).

### Regno Unito
- Clyde (vicino a Glasgow)
- Dee (a Kirkcudbright)
- Eden (vicino a Carlisle)
- Ribble (a Lytham St Annes)
- Mersey (vicino a Liverpool)
- Dee (a Flint)

## Irlanda
- Slaney (a Wexford)
- Avoca (a Arklow)
- Liffey (a Dublino)
- Boyne (a Drogheda)
- Fane

## Mar Mediterraneo

### Bacino Occidentale
Questa sezione include il mar Ligure e il mar Tirreno. I fiumi sono ordinati da ovest (Tarifa) ad est (Reggio Calabria).

#### Spagna
- Segura (a Guardamar del Segura)
  - Guadalentín (vicino a Murcia)
  - Mula (a Molina de Segura)
  - Benamor (a Calasparra)
  - Mundo (vicino a Hellín)
- Júcar/Xúquer (a Cullera)
- Turia (a Valencia)

- Ebro/Ebre (vicino a Tortosa)
  - Segre (a Mequinenza)
    - Cinca (vicino a Mequinenza)

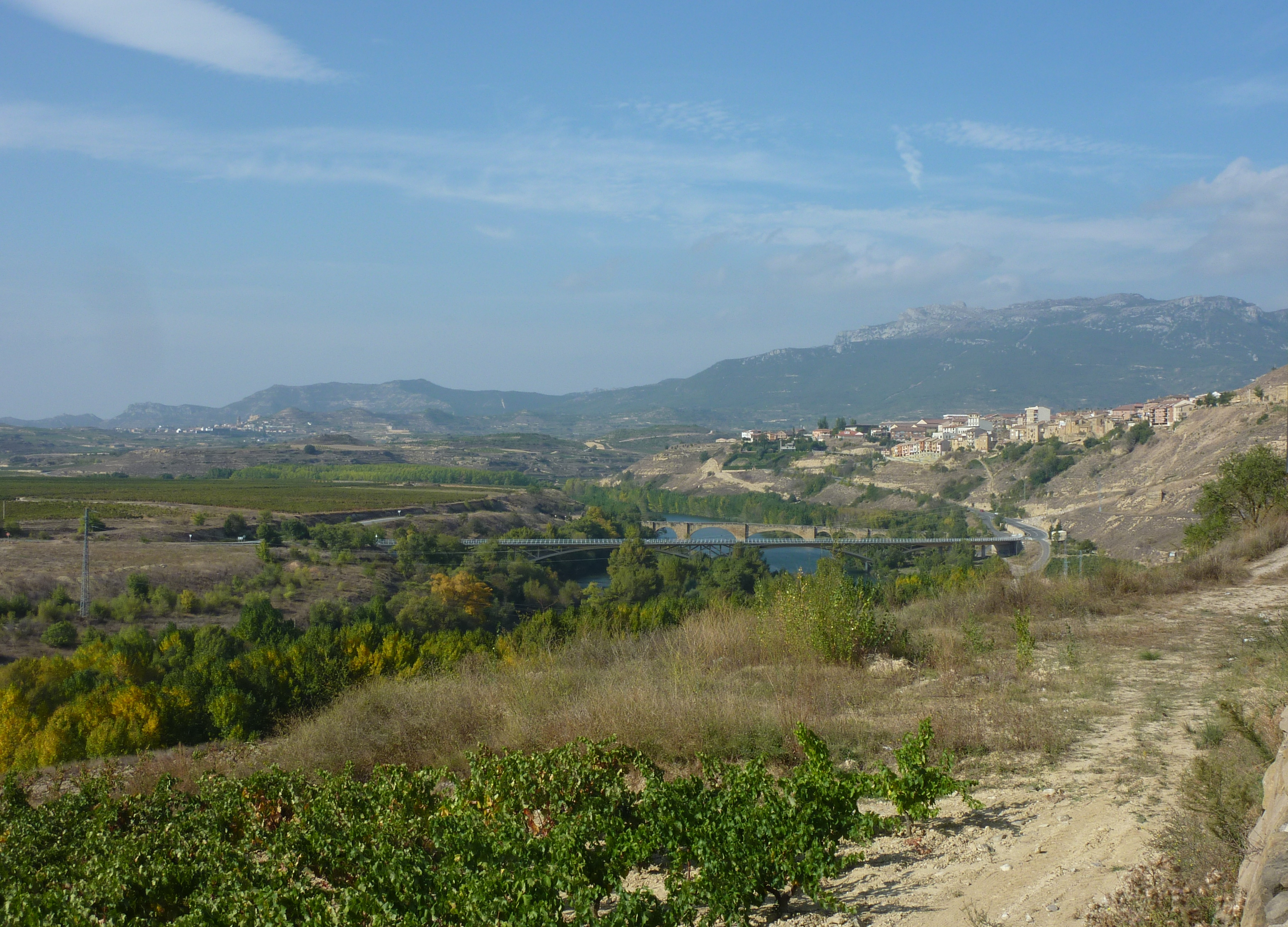
Ebro nella regione La Rioja

    - Noguera Ribargorzana (vicino a Lleida)
    - Noguera Pallaresa (vicino a Balaguer)
    - Valira (a La Seu d'Urgell)

  - Aragón (vicino a Tudela)
- Francolí (vicino a Tarragona)
- Gaià (vicino a Tarragona)
- Foix (vicino a Vilanova i la Geltrú)
- Llobregat (tra Barcellona e El Prat de Llobregat)
- Besòs (a Sant Adrià de Besòs)
- Tordera (a Blanes)
- Ter (a l'Estartit)
- Fluvià (vicino a l'Escala)

#### Francia
- Têt (vicino a Perpignano)
- Aude (vicino a Narbona)
- Orb (a Valras-Plage)
- Hérault (vicino ad Agde)

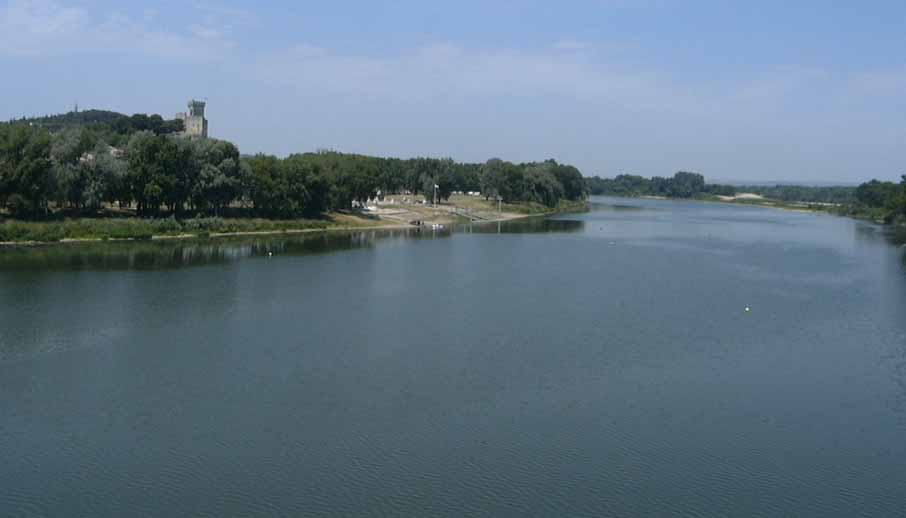
Rodano a Beaucaire

- Rodano (a Port-Saint-Louis-du-Rhône)
  - Gardon (a Beaucaire)
  - Durance (ad Avignone)
    - Verdon (a Saint-Paul-lès-Durance)

  - Ardèche (a Pont-Saint-Esprit)
  - Drôme (a Loriol-sur-Drôme)
  - Isère (vicino a Valence)
    - Drac (a Grenoble)
    - Arc (vicino ad Albertville)

  - Saône (a Lione)
    - Doubs (a Verdun-sur-le-Doubs)
      - Loue (vicino a Dole)

    - Ognon (a Pontailler-sur-Saône)

  - Ain (vicino a Pont-de-Chéruy)
  - Arve (a Ginevra)
- Argens (a Fréjus)
- Varo (vicino a Nizza)

#### Italia
- Magra (vicino a La Spezia)
- Arno (vicino a Pisa)
- Ombrone (vicino a Grosseto)
- Tevere (a Lido di Ostia)
  - Aniene (a Roma)
  - Nera (vicino a Orte)
- Volturno (a Castel Volturno)
- Lao (a Scalea)

### Mare Adriatico
I fiumi in questa sezione sono ordinati in senso orario, da Otranto, nel sud d'Italia, a Valona nel sud dell'Albania.

#### Italia
- Ofanto (vicino a Barletta)
- Trigno (vicino a Vasto)
- Sangro (vicino a Ortona)
- Tronto (vicino a San Benedetto del Tronto)
- Metauro (a Fano)
- Reno (vicino a Comacchio)
- Po (diversi rami vicino a Porto Tolle)
  - Panaro (vicino a Ferrara)
  - Secchia (vicino a Mantova)
  - Mincio (vicino a Mantova)
  - Oglio (vicino a Mantova)
    - Chiese (vicino ad Asola)

  - Taro (a nord di Parma)
  - Adda (a Cremona)
  - Trebbia (a Piacenza)
  - Ticino (a Pavia)
  - Tanaro (vicino ad Alessandria)
    - Bormida (vicino ad Alessandria)
    - Stura di Demonte (vicino a Bra)

  - Sesia (vicino a Casale Monferrato)
  - Dora Baltea (a Crescentino)
  - Orco (a Chivasso)
  - Dora Riparia (a Torino)

- Adige (a sud di Chioggia)
  - Isarco (vicino a Bolzano)
    - Talvera (a Bolzano)
    - Rienza (a Bressanone)
- Bacchiglione (vicino a Chioggia)
- Brenta (vicino a Chioggia)
- Sile (tra Jesolo e Cavallino)
- Piave (nord-est di Venezia)
  - Cordevole (vicino a Mel)
  - Boite (a Perarolo di Cadore)

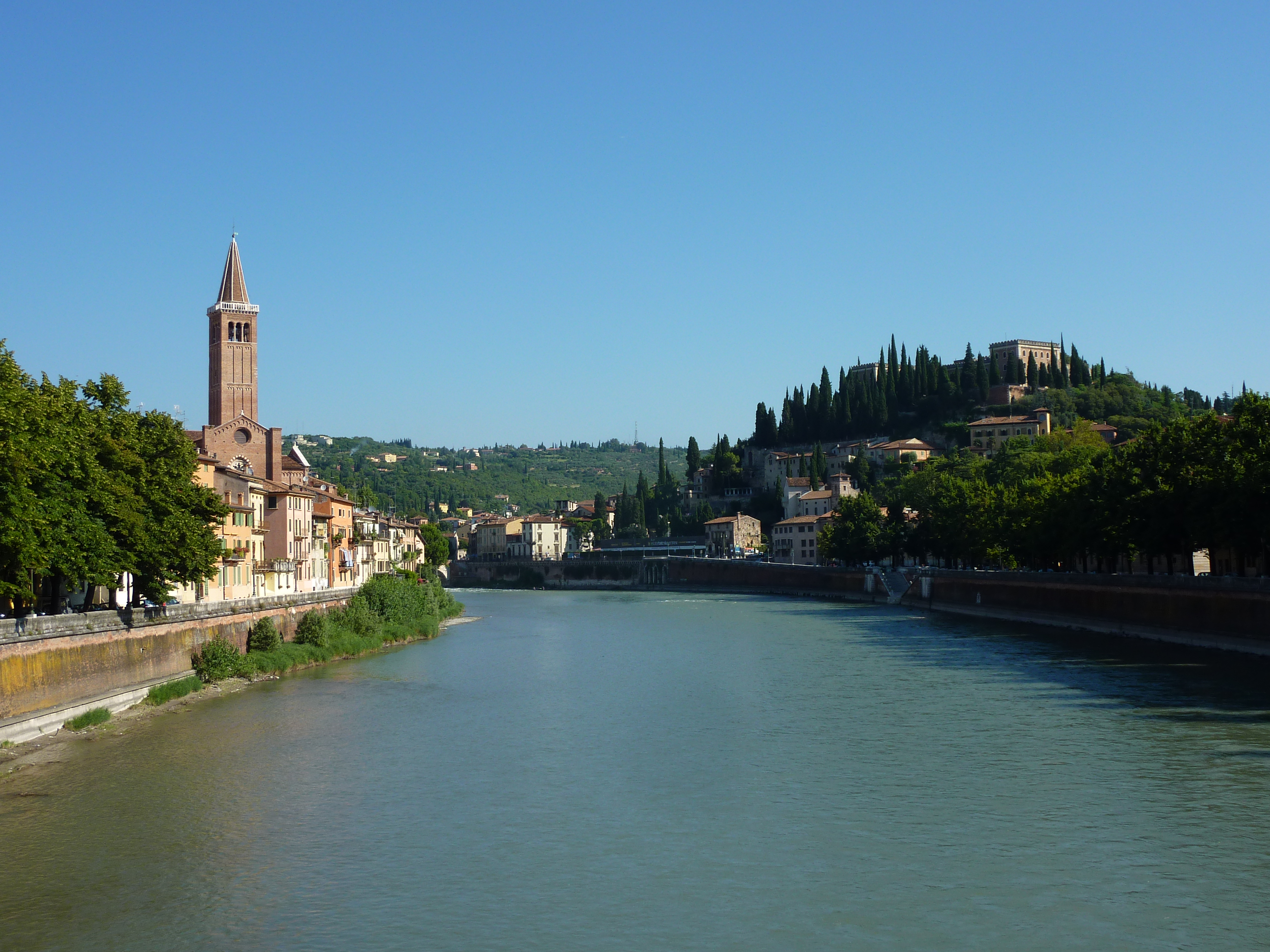
L'Adige a Verona

- Tagliamento (confine tra Veneto e Friuli-Venezia Giulia)
- Isonzo (vicino a Monfalcone)
  - Natisone (a Cividale del Friuli)
- Timavo (vicino a Trieste)

#### Croazia
- Zermagna (vicino ad Obrovazzo)
- Cherca (vicino a Sebenico)
  - Čikola
- Cettina (ad Almissa)
- Narenta (vicino a Porto Tolero)
  - Rama
  - Krupa

#### Montenegro
- Boiana (vicino a Dulcigno)
- Morača (a Podgorica)

#### Albania
- Drin (ad Alessio)
  - Drini i Bardhë/Beli Drim (a Kukës)
  - Drini i Zi/Crni Drim (a Kukës)
- Mat (vicino a Laç)
- Shkumbini (vicino a Lushnjë)
- Seman (vicino a Fier)
  - Devoll (vicino a Kuçovë)
- Voiussa (vicino a Valona)

### Mar Ionio - Costa ovest
I fiumi in questa sezione sono ordinati da sud-ovest a nord-est da Reggio Calabria ad Otranto.

#### Italia
- Neto (a Strongoli)
- Crati (a Sibari)
- Sinni (vicino a Policoro)
- Agri (a Policoro)
- Basento (a Metaponto)
- Bradano (a Metaponto)

### Mar Ionio - Costa est
I fiumi in questa sezione sono ordinati da nord-ovest a sud-est da Valona a Capo Malea.

#### Grecia
- Acheloo (vicino a Aitoliko)
- Peneo (vicino a Gastouni)
- Alfeo (vicino a Pyrgos)
  - Erymanthus

### Mar Egeo
I fiumi in questa sezione sono ordinati da ovest (Capo Malea) ad est (Istanbul).

#### Grecia
- Spercheiós (vicino a Lamia)
- Pineiós (vicino a Larissa)
- Aliacmone (vicino a Salonicco)
- Vardar/Axiós (vicino a Salonicco)
- Struma/Strimónas (in Anfipoli)
- Mesta/Néstos (vicino a Thasos)

#### Turchia
- Maritsa/Évros/Meriç (vicino ad Alexandroupoli)
  - Tundzha (a Edirne)
  - Arda (vicino a Edirne)

## Mare del Nord
I fiumi in questa sezione sono ordinati in senso orario lungo la costa del Mar del Nord, partendo da Bergen.

### Norvegia
- Otta (ad Oppland sfocia nel Gudbrandsdalslågen ad Otta)
- Gudbrandsdalslågen (sfocia nel Lago Mjøsa nella contea di Innlandet)
- Vorma (nasce dal Lago Mjøsa e sfocia nel Glomma a Årnes)
- Glomma (sfocia nel Oslofjord a Fredrikstad)
- Renaelva (sfocia nel Glomma a Åmot)
- Numedalslågen (a Larvik, Vestfold)
- Hallingdalselva (attraverso il Hallingdal a lago di Krøderen, contea di Buskerud)
- Begna (contea di Viken)
- Drammenselva (sfocia nel Oslofjord a Drammen, contea di Buskerud)
- Skien (sfocia nel Møsvatn, Telemark)
- Nidelva (a Arendal, Agder)
- Otra (a Kristiansand, Agder)

### Svezia
- Göta älv (sfocia nel Kattegat a Göteborg)
  - Lago Vänern
    - Klarälven/Trysilelva (vicino a Karlstad))
- Ätran (sfocia nel Kattegat a Falkenberg)
- Nissan (sfocia nel Kattegat ad Halmstad)

### Danimarca
- Gudenå (sfocia nel Kattegat vicino a Randers)

### Germania
- Eider (a Tönning)
- Elba (vicino a Cuxhaven)
  - Oste (vicino a Otterndorf)
  - Stör (vicino a Glückstadt)
  - Alster (ad Amburgo)
  - Ilmenau (vicino a Winsen (Luhe))
  - Löcknitz (vicino a Dömitz)
    - Elde (vicino a Dömitz)

  - Aland (a Schnackenburg)
  - Stepenitz (a Wittenberge)
  - Stepenitz (nel Pötenitzer Wiek)
  - Havel (vicino a Werben/Elbe)
    - Dosse (vicino a Kuhlhausen)
    - Rhin (vicino a Warnau)
    - Sprea (a Berlino-Spandau)
      - Dahme (a Berlino-Köpenick)

  - Tanger (vicino a Tangermünde)
  - Ohře (vicino a Burg)
  - Saale (a Barby)
    - Bode (a Nienburg)
    - Weiße Elster (vicino a Halle)
      - Pleiße (a Lipsia)

    - Unstrut (vicino a Naumburg)
    - Ilm (a Großheringen)

  - Mulde (a Dessau-Roßlau)

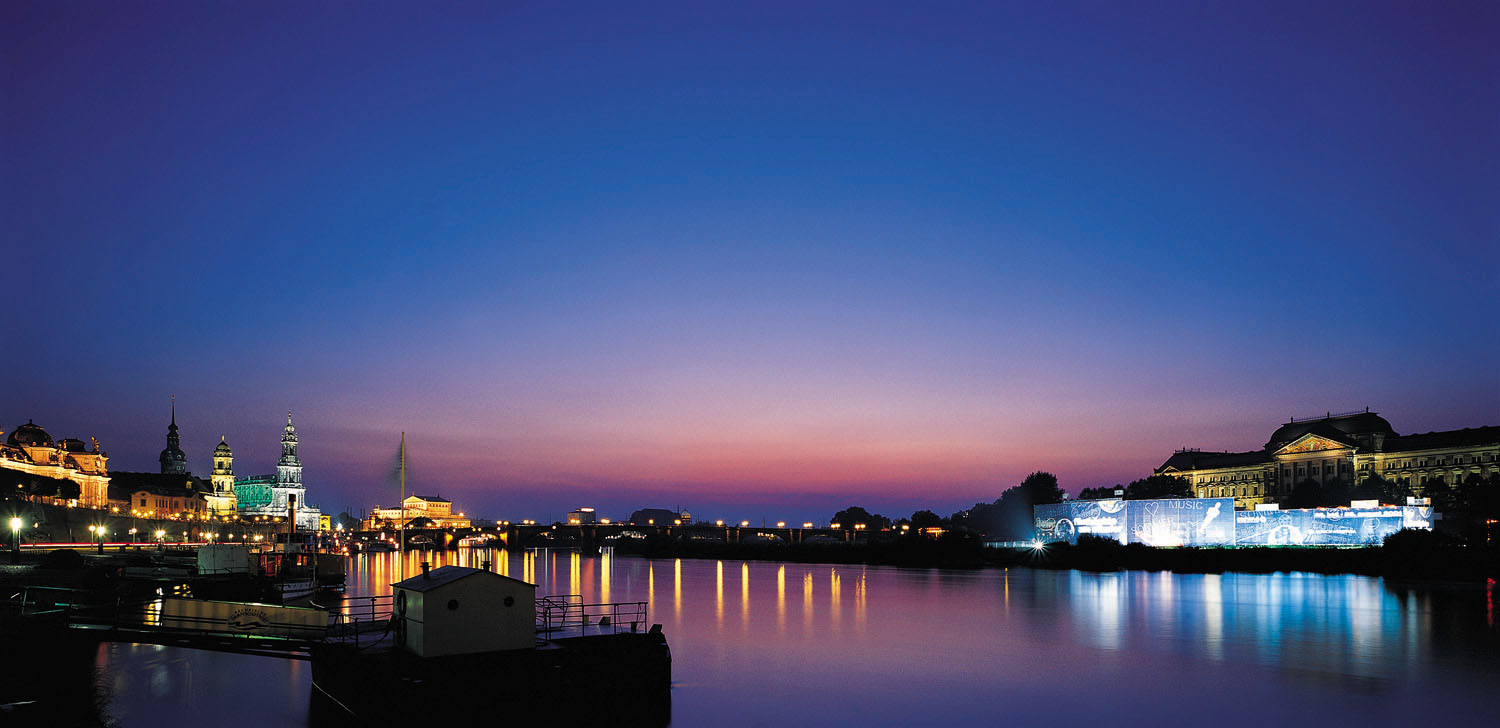
Il fiume Elba a Dresda

    - Zwickauer Mulde (vicino a Colditz)
    - Freiberger Mulde (vicino a Colditz)
      - Zschopau (vicino a Döbeln)

  - Schwarze Elster (vicino a Wittenberg)
  - Wesenitz (a Pirna)
  - Bílina (a Ústí nad Labem)
  - Ohře (a Litoměřice)
  - Vltava (a Mělník)
    - Berounka (vicino a Praga)
    - Lužnice (a Týn nad Vltavou)

  - Jizera (vicino a Čelákovice)
  - Cidlina (vicino a Poděbrady)

- Weser (vicino a Bremerhaven)
  - Hunte (ad Elsfleth)
  - Lesum (a Brema-Vegesack)
    - Hamme (a Ritterhude)
    - Wümme (a Ritterhude)

  - Aller (vicino a Verden (Aller))
    - Leine (vicino a Schwarmstedt)
      - Innerste (vicino a Sarstedt)

    - Fuhse (a Celle)
    - Oker (a Müden (Aller)

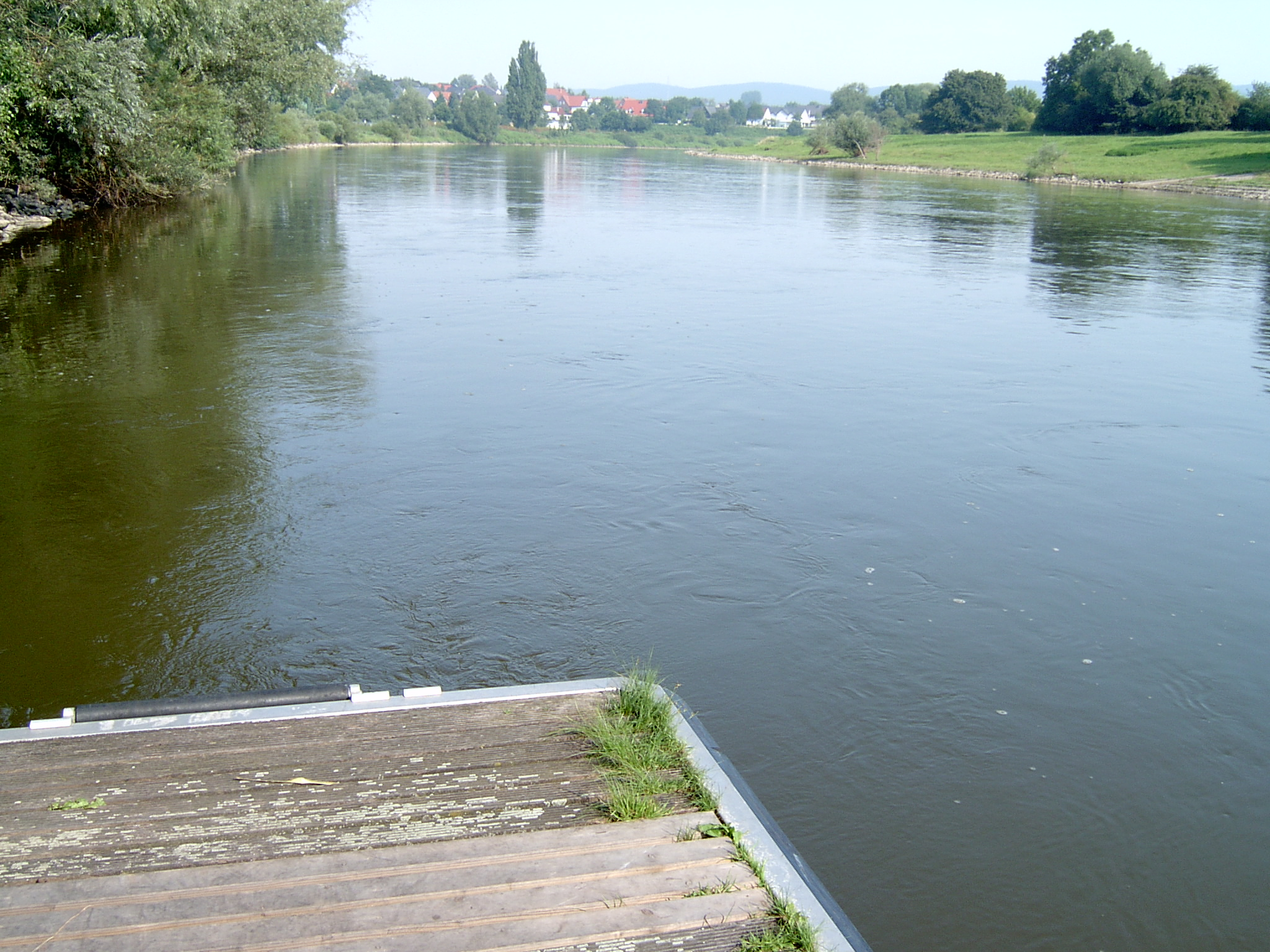
Il Weser vicino a Bad Oeynhausen

      - Schunter (vicino a Braunschweig)

  - Werre (a Bad Oeynhausen)
  - Diemel (a Bad Karlshafen)
  - Fulda (a Hann. Münden)
    - Eder (a Edermünde)
      - Schwalm (vicino a Edermünde)

  - Werra (a Hann. Münden)
- Ems (vicino a Delfzijl)
  - Hase (a Meppen)

### Paesi Bassi
- Zwarte Water (sfocia nel IJsselmeer vicino a Genemuiden)
  - Vecht (Overijssel)/Vechte (vicino a Zwolle)
    - Regge (vicino a Ommen)
    - Dinkel
- IJssel (sfocia nel IJsselmeer vicino a Kampen)
  - Berkel (a Zutphen)
  - Oude IJssel (a Doesburg)
  - ramo del fiume Reno (vicino a Pannerden)

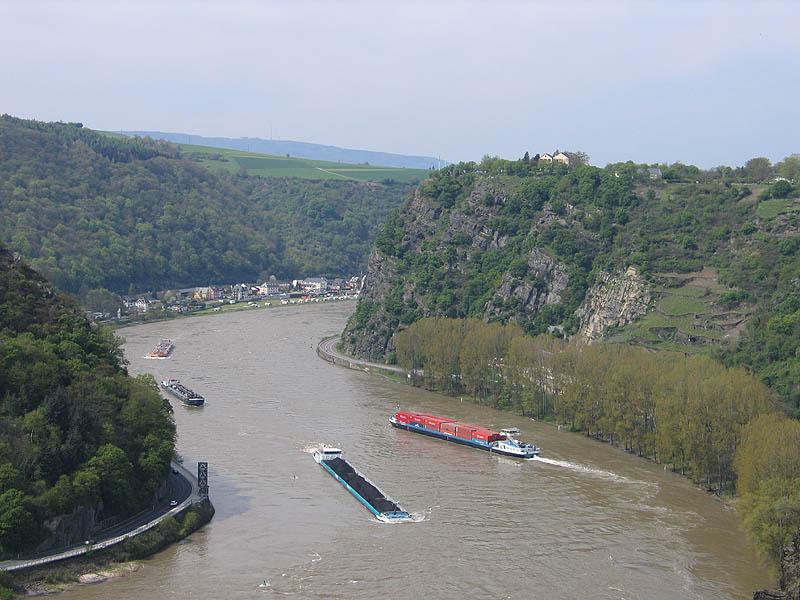
Il fiume Reno a Loreley

- Reno (ramo principale a Hoek van Holland)
  - Lippe (a Wesel)
  - Emscher (vicino a Dinslaken)
  - Ruhr (a Duisburg)
    - Lenne (vicino a Hagen)

  - Düssel (a Düsseldorf)
  - Erft (a Neuss)
  - Wupper (a Leverkusen)
  - Sieg (a Bonn)
  - Ahr (a Sinzig)
  - Wied (a Neuwied)
  - Mosella (a Coblenza)
    - Kyll (vicino a Trevir-Ehrang)
    - Ruwer (vicino a Treviri-Ruwer)
    - Saar (vicino a Konz)
      - Nied (vicino a Rehlingen-Siersburg)

    - Sûre (a Wasserbillig)
      - Prüm (vicino a Echternach)
      - Our (a Wallendorf)
      - Alzette (a Ettelbrück)

    - Seille (a Metz)
    - Meurthe (a Frouard)
    - Madon (a Neuves-Maisons)
    - Vologne (vicino a Éloyes)
    - Moselletta (a Remiremont)

  - Lahn (a Lahnstein)
    - Ohm (a Cölbe)

  - Nahe (a Bingen am Rhein)
  - Meno (a Magonza)
    - Nidda (a Frankfurt-Höchst)
    - Kinzig (a Hanau)
    - Tauber (a Wertheim am Main)
    - Franconian Saale (a Gemünden a.Main)
    - Regnitz (a Bamberga)
      - Pegnitz (a Fürth)
      - Rednitz (a Fürth)

  - Neckar (a Mannheim)
    - Jagst (vicino a Bad Friedrichshall)
    - Kocher (a Bad Friedrichshall)
    - Enz (a Besigheim)
    - Fils (a Plochingen)

  - Lauter (a Lauterbourg)
  - Murg (vicino a Rastatt)
  - Ill (vicino a Strasburgo)
  - Kinzig (vicino a Kehl)
  - Elz (vicino a Lahr/Schwarzwald
  - Wiese (a Basilea)
  - Aar (a Coblenza)
    - Limmat (a Brugg)
    - Reuss (a Brugg)
    - Emme (vicino a Soletta)
    - Saane/Sarine (vicino a Berna)

  - Thur (vicino a Sciaffusa)
  - Ill (vicino a Feldkirch)
  - Reno Anteriore (vicino a Coira)
  - Reno Posteriore (vicino a Coira)
  - Linge nei Paesi Bassi.

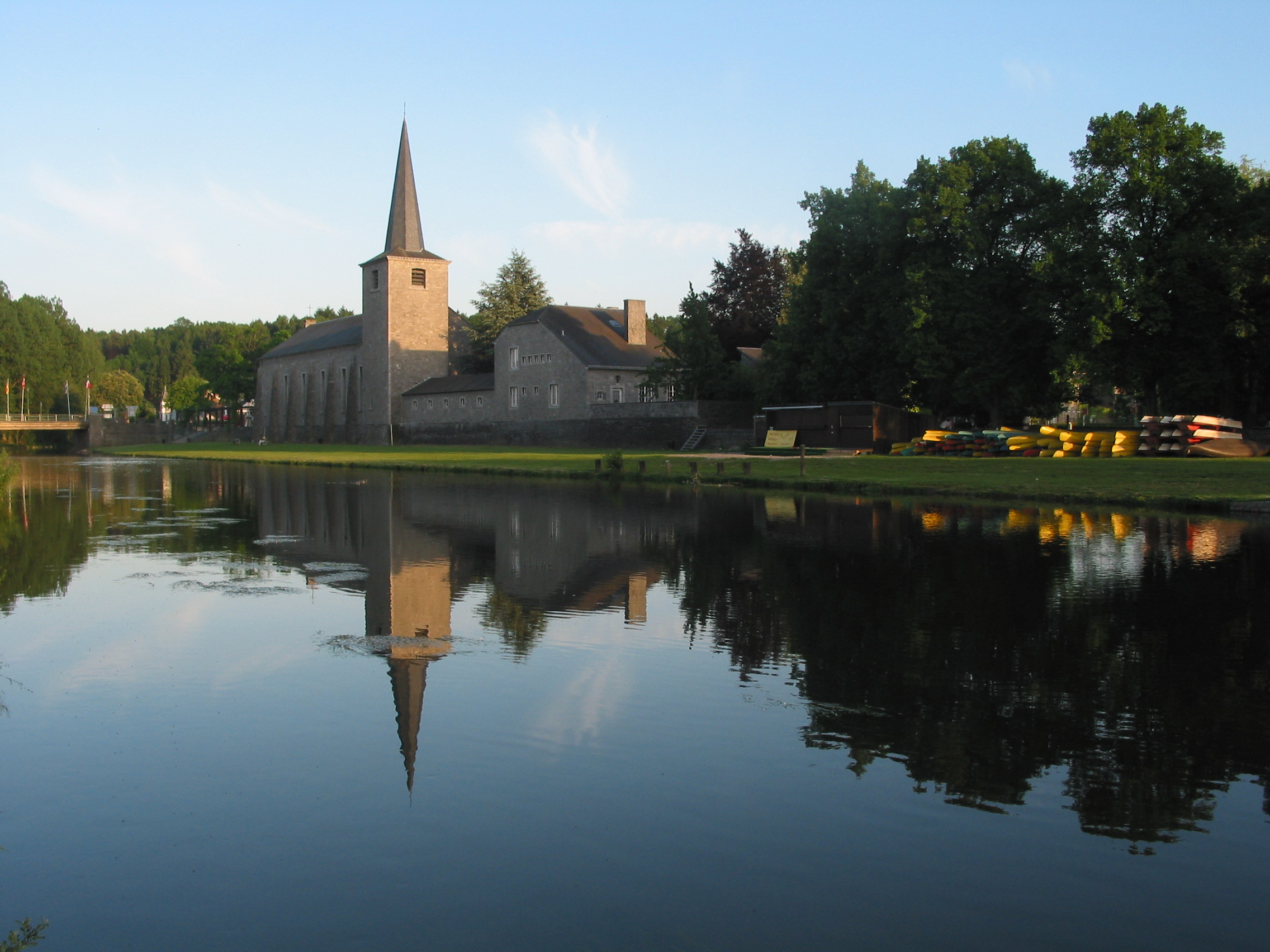
Hotton, vista del fiume Ourthe e della chiesa del paese

- Mosa/Maas (ramo principale vicino a Hellevoetsluis)
  - Dieze (vicino a 's-Hertogenbosch)
    - Aa (a 's-Hertogenbosch)
    - Dommel (a 's-Hertogenbosch)

  - Niers (a Gennep)
  - Swalm (a Swalmen)
  - Rur/Roer (a Roermond)
    - Wurm (vicino a Heinsberg)
    - Inde (a Jülich)

  - Geul (vicino a Meerssen)
  - Jeker/Geer (a Maastricht)
  - Ourthe (a Liegi)
    - Vesdre (vicino a Liegi)
    - Amblève (a Comblain-au-Pont)
      - Salm (a Trois-Ponts)

  - Sambre (a Namur)
  - Lesse (a Dinant-Anseremme)
  - Viroin (a Vireux-Molhain)
  - Semois/Semoy (a Monthermé)
  - Bar (vicino a Dom-le-Mesnil)
  - Chiers (a Bazeilles)

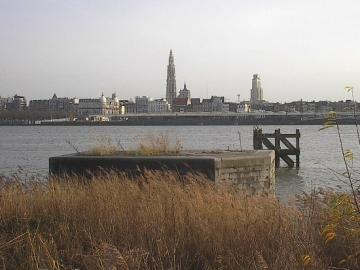
Il fiume Schelda ad Anversa

- Schelda/Schelde/Escaut (vicino a Flessinga, Paesi Bassi)
  - Rupel (a Rupelmonde)
    - Nete (a Rumst)
    - Dyle (a Rumst)
      - Senne (a Malines)
      - Demer (a Rotselaar)

  - Durme (a Temse)
  - Dendre (a Dendermonde)
    - Mark (vicino a Lessines)

  - Lys (a Gand)
    - Deûle (a Deûlémont)

  - Scarpe (Mortagne-du-Nord)
  - Haine (a Condé-sur-l'Escaut)

### Belgio
- Yser (a Nieuwpoort)

### Francia
- Aa (a Gravelines)

### Regno Unito
- Tamigi (vicino a Southend-on-Sea)
- Great Ouse (a King's Lynn)
- Nene (vicino a King's Lynn)
- Humber (vicino a Cleethorpes)
  - Trent (vicino a Scunthorpe)
  - Ouse (vicino a Scunthorpe)
    - Aire (a Goole)
- Tees (vicino a Middlesbrough)
- Tyne (a South Shields)
- Tweed (a Berwick-upon-Tweed)

- Tyne (vicino a Dunbar)
- Tay (vicino a Dundee)
- Dee (ad Aberdeen)
- Don (ad Aberdeen)
- Ythan (ad Newburgh)
- Spey (vicino a Elgin)